# Pesimismo filosófico

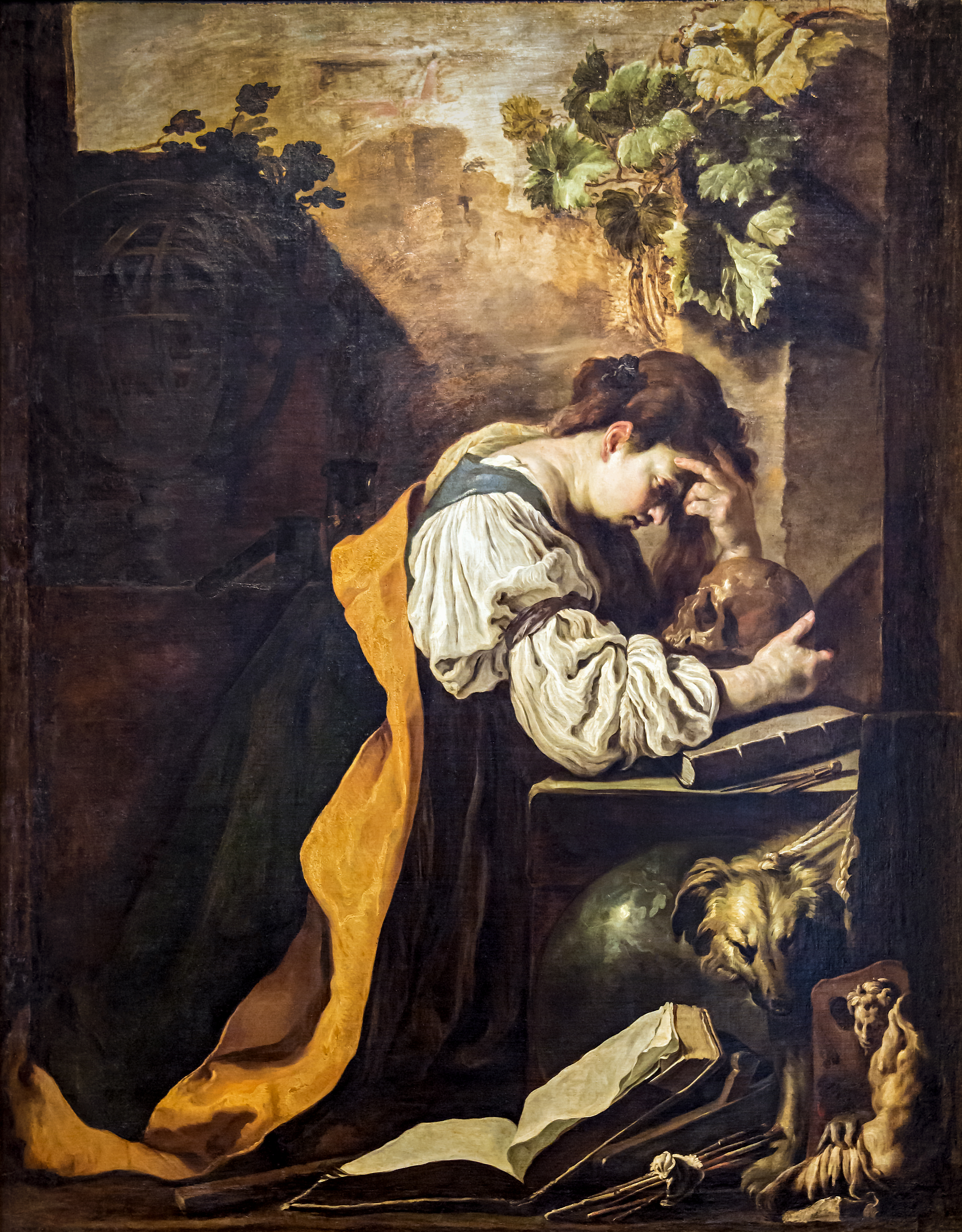
La melancolía de Domenico Fetti (1612). La muerte, la finitud humana y el sufrimiento son los temas principales del pesimismo filosófico.

El pesimismo filosófico es una serie de puntos de vista filosóficos que asignan un valor negativo a la vida o la existencia. Los filósofos pesimistas comúnmente argumentan que el mundo tiene una prevalencia empírica de dolores sobre placeres, que la existencia es ontológica o metafísicamente adversa a los seres vivos, y que la vida es fundamentalmente sin sentido o sin propósito. Sus respuestas a esta condición, sin embargo, son muy variadas y pueden ser vitales.
El pesimismo filosófico no es un único movimiento coherente, sino abarca más bien a un grupo de pensadores vagamente asociados, con ideas similares y semejanzas entre sí. En Pesimismo: una historia y una crítica, James Sully describe la esencia del pesimismo filosófico como «la negación de la felicidad o la afirmación de la miseria inherente a la vida». Aunque los seguidores del pesimismo filosófico rara vez abogan por el suicidio como una solución a la situación humana, muchos de sus defensores favorecen la adopción del antinatalismo, es decir, la no procreación.

## Desarrollo del pensamiento pesimista

### En la religión

#### Budismo

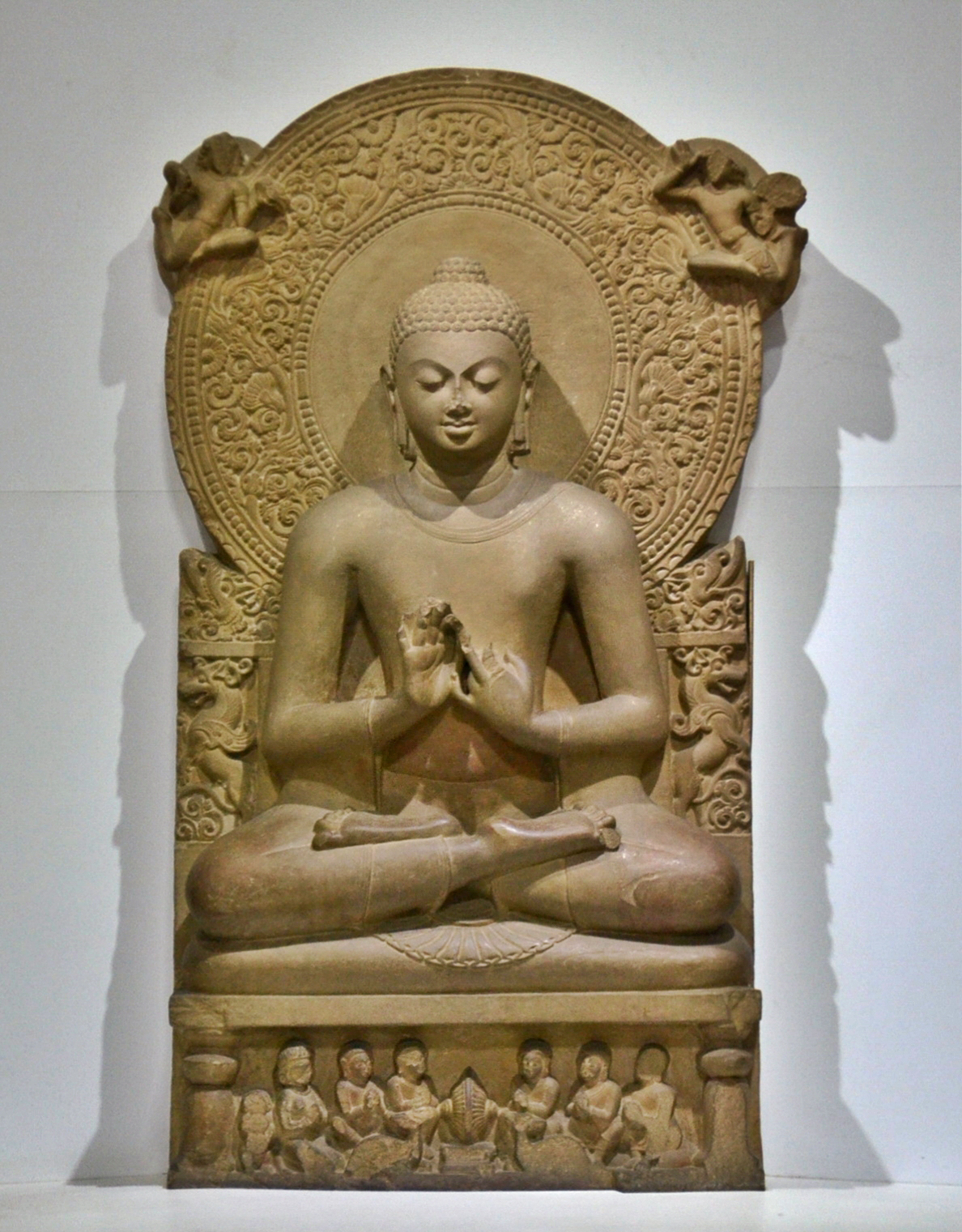
Estatua del Buda.

Históricamente, el pesimismo filosófico parece haberse presentado por primera vez en Oriente, bajo el aspecto parcialmente religioso del budismo. En el Dhammacakkappavattana Sutta, Gautama Buddha establece la primera noble verdad de duḥkha, o sufrimiento, como la característica fundamental de la existencia: 
"Ahora bien, monjes, esta es la noble verdad del sufrimiento: el nacimiento es sufrimiento, el envejecimiento es sufrimiento, la enfermedad es sufrimiento, la muerte es sufrimiento; la unión con lo que desagrada es sufrimiento; la separación de lo que es agradable es sufrimiento; no conseguir lo que se quiere es sufrimiento; en resumen, los cinco agregados sujetos al apego están sufriendo."
Esto habría ejercido cierta influencia sobre la filosofía grecorromana a partir del período ptolemaico, en particular sobre la doctrina pesimista de Hegesías de Cirene. Esta tesis la adelanta notablemente Jean-Marie Guyau, quien en medio de la controversia sobre el pesimismo alemán (1870-1890) detecta en la filosofía de Hegesías el tema pesimista del budismo, que ve como un "paliativo de la vida";  resumiéndolo de la forma siguiente: 
"La mayoría de las veces, la esperanza trae consigo la desilusión, el disfrute produce saciedad y repugnancia; en la vida, la suma de las penas es mayor que la de los placeres; buscar la felicidad, o sólo el placer, es pues vano y contradictorio, ya que en realidad siempre se encontrará un exceso de penas; a lo que hay que tender es sólo a evitar el dolor; ahora bien, para sentir menos pena, sólo hay un camino: hacerse indiferente a los placeres mismos y a lo que los produce, embotar la sensibilidad, aniquilar el deseo. La indiferencia, la renuncia, es aquí, pues, el único paliativo de la vida."

#### Judaísmo y cristianismo
El Libro del Eclesiastés es una pieza de literatura sapiencial del Antiguo Testamento cristiano. En el capítulo 1, el autor expresa su punto de vista sobre la vanidad (o falta de sentido) de los esfuerzos humanos en la vida: 
"Las palabras del Maestro, hijo de David, rey en Jerusalén: "¡Sin sentido! ¡Sin sentido!" dice el Maestro. "¡Absolutamente sin sentido! Todo carece de sentido". ¿Qué gana la gente de todos sus trabajos en los que se afanan bajo el sol? Las generaciones vienen y las generaciones van, pero la tierra permanece para siempre. El sol sale y el sol se pone, y se apresura a volver a donde sale. El viento sopla del sur y gira hacia el norte; da vueltas y vueltas, siempre regresando a su curso. Todos los arroyos desembocan en el mar, pero el mar nunca se llena. Al lugar de donde vienen los arroyos, allí vuelven de nuevo. Todas las cosas cansan, más de lo que se puede decir. El ojo nunca se sacia de ver, ni el oído se sacia de oír. Lo que ha sido volverá a ser, lo que se ha hecho se volverá a hacer. No hay nada nuevo bajo el sol."
La muerte es un elemento importante del pesimismo del autor. Aunque considera que la sabiduría es más valiosa que la locura, la muerte esencialmente vicia su superioridad, y debido a esto el autor llega a aborrecer la vida: 
"Vi que la sabiduría es mejor que la locura, así como la luz es mejor que la oscuridad. Los sabios tienen ojos en la cabeza, mientras que el necio camina en la oscuridad; pero me di cuenta de que el mismo destino los alcanza a ambos. Entonces me dije a mí mismo: “El destino del necio también me alcanzará. ¿Qué gano, pues, siendo sabio? Me dije a mí mismo: "Esto tampoco tiene sentido". Porque el sabio, como el necio, no será recordado por mucho tiempo; ya han llegado los días en que ambos han sido olvidados. ¡Como el tonto, el sabio también debe morir! Por eso aborrecí la vida, porque el trabajo que se hace debajo del sol me era gravoso. Todo eso no tiene sentido, es una persecución del viento."
En el capítulo 4, el autor también expresa pensamientos antinatalistas, articulando que, mejor que los que ya están muertos, es el que aún no ha nacido: 
"De nuevo miré y vi toda la opresión que se hacía debajo del sol: vi las lágrimas de los oprimidos, y no tienen quien los consuele; el poder estaba del lado de sus opresores, y no tienen consolador. Y declaré que los muertos, que ya habían muerto, son más felices que los vivos, que todavía están vivos. Pero mejor que ambos es el que nunca ha nacido, el que no ha visto el mal que se hace debajo del sol."
Se han trazado algunos paralelos entre el Libro del Eclesiastés y una antigua composición literaria mesopotámica llamada Diálogo del pesimismo, escrita alrededor de 1500 a. C. Tomando la forma de un diálogo entre un amo y un esclavo, el amo en el intercambio no puede decidir sobre ningún curso de acción, dando órdenes a su esclavo antes de cancelarlas inmediatamente y llevándolo al punto de la desesperación, lo que ha sido interpretado como una expresión de la futilidad de las acciones humanas.
En la Biblia, Jesús a veces mostró dudas sobre el valor del mundo, por ejemplo, en el Evangelio de Juan : "Si fueras del mundo, el mundo te amaría como a uno mismo. Porque no sois del mundo, sino que yo os he escogido del mundo; por eso el mundo os odia.”

#### Gnosticismo

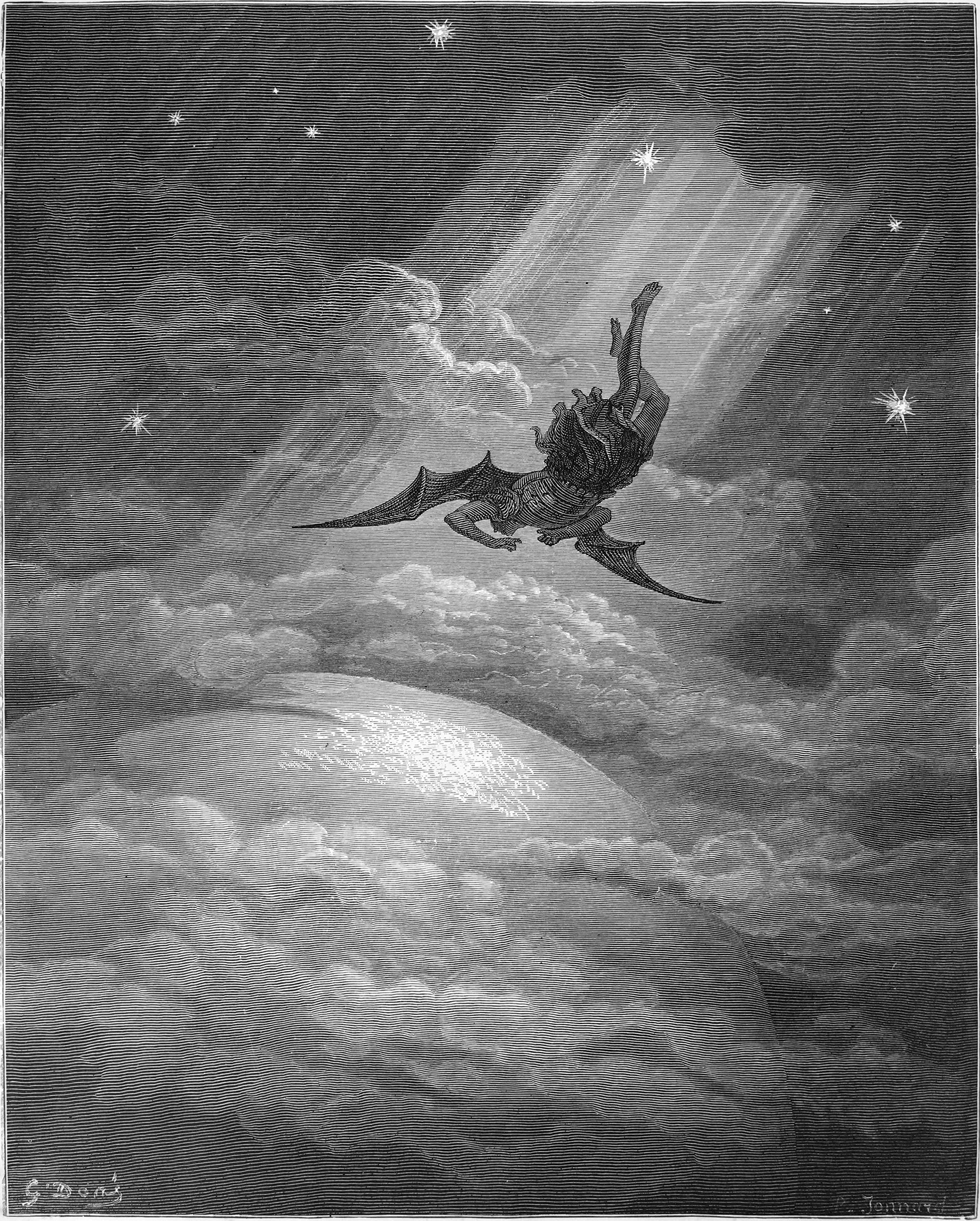
Ilustración de 1866 de Gustave Doré para El paraíso perdido de Milton. Para los gnósticos, el hombre ha sido "arrojado" al mundo donde está condenado a vivir en la humillación y el sufrimiento.

El gnosticismo fue un movimiento religioso complejo inmerso en la filosofía greco-latina, que a menudo afirmaba ser el cristianismo "verdadero", aunque la Iglesia católica lo considerara herético. Se caracteriza por una filosofía de salvación basada en la gnosis, es decir, en el conocimiento de lo divino, y por su denigración del mundo terrenal, creado por un poder maligno. En general, el gnóstico considera negativamente al cuerpo: es la "prisión", la "tumba", o el "cadáver" donde ha sido encerrado su auténtico yo. Es una cosa ajena que hay que soportar, un "compañero indeseado" o un "intruso" que arrastra al espíritu hacia abajo, sumergiéndolo en el degradante olvido de su origen. La carne se interpreta en este sentido como un estado de humillación y sufrimiento engendrado por una fuerza demoníaca, pervertida o debilitada, que acecha en la materia. Este estado condena a todos los hombres a vivir en una especie de infierno que no es otro que el mundo sensible. La visión pesimista de los gnósticos se extiende a todo el cosmos, concebido como una obra fallida, incluso fatal o criminal. El hombre es "arrojado" en él, luego encerrado sin esperanza.
En el pensamiento gnóstico, el problema del mal es una cuestión inquietante que conduce a la adopción de una perspectiva dualista: el gnóstico es llevado o bien a oponer Dios o al espíritu a la materia o a un principio maligno, o bien a distinguir del Dios trascendente, desconocido o ajeno al mundo y absolutamente bueno, un Demiurgo, dios inferior o enemigo, creador del mundo y de cuerpos. En este último caso, lo divino, rechazado enteramente fuera de lo sensible, sólo queda en la parte "luminosa" del alma humana, extinguida sin embargo en la gran mayoría de los hombres. Además de afirmar el carácter intrínsecamente malo del mundo, el gnóstico lo concibe herméticamente cerrado, rodeado de "tinieblas exteriores", de un "gran mar" o de un "muro de hierro" identificado con el firmamento. No sólo está fortificado contra Dios, sino que Dios mismo ha sido forzado a fortalecerse contra el alcance del mundo. Barreras inexorables se oponen así al escape del alma del reino terrenal.
Habitado por el sentimiento de ser un extraño en el mundo, donde ha sido hecho caer, el gnóstico descubre que es en esencia un nativo de un más allá, aunque su cuerpo y sus bajas pasiones pertenezcan a este mundo. Comprende entonces que pertenece a la raza (genos) de los elegidos, seres superiores e "hipercósmicos". Si anhela desesperadamente una vida después de la muerte, es porque experimenta dentro de sí una nostalgia palpitante por la patria original de la que ha caído. Este anhelo afecta a la parte superior de su alma, que es un principio divino exiliado aquí en la tierra, y que sólo puede salvarse mediante el reconocimiento de su origen original, la gnosis propiamente dicha. Aquellos cuya parte superior del alma ha quedado extinguida, o que carecen de ella, es decir, todos los individuos que los gnósticos llaman hylicos (la mayoría de los seres humanos y todos los animales), están condenados a la destrucción o a vagar en este mundo, atravesando el aterrador ciclo de las reencarnaciones.

### Antigua Grecia

#### Hegesías de Cirene
Hegesías de Cirene fue un filósofo griego nacido en Libia, alrededor del año 290 a. C, Provenía de la doble tradición socrática y hedonista de la escuela cirenaica, pero se distingue claramente de ella por el pesimismo filosófico radical que se le atribuye. Todos sus escritos se han perdido y sólo conocemos de su filosofía lo que dice de él Diógenes Laercio, quien lo consideraba como “el abogado del suicidio”. Laërtius le atribuye a Hegesías la afirmación explícita de la imposibilidad de la felicidad: al igual que los pesimistas filosóficos posteriores, Hegesías argumentó que la felicidad duradera es imposible de alcanzar y que todo lo que podemos hacer es tratar de evitar el dolor tanto como sea posible: 
"La felicidad completa no puede existir; porque el cuerpo está lleno de muchas sensaciones, y que la mente simpatiza con el cuerpo, y se turba cuando éste se turba, y también que la fortuna impide muchas cosas que acariciamos con anticipación; de modo que por todas estas razones, la felicidad perfecta escapa a nuestro alcance."
Hegesías sostenía que todos los objetos, eventos y acciones externos son indiferentes para el sabio, incluso la muerte: "al necio le conviene vivir, pero al sabio le es indiferente". Según Cicerón, Hegesías escribió un libro llamado Muerte por inanición (griego: ἀποκαρτερῶν), : 45–46 que supuestamente persuadió a muchas personas de que la muerte era más deseable que la vida, lo que le valió el apodo de persuasivo de la muerte (griego: πεισιθάνατος). Debido a esto, el faraón Ptolomeo II Filadelfo prohibió a Hegesías enseñar en Alejandría. : 45–46 

### Edad Media
Al-Ma'arri y Omar Jayam son dos escritores medievales que destacan por su expresión de una cosmovisión filosóficamente pesimista en su poesía.

#### Al-Ma'arri
Al-Ma'arri era un librepensador, escéptico y racionalista, que consideraba a la razón como única fuente de sabiduría. Rechazó con vehemencia los dogmas religiosos y fue crítico con el Islam, el judaísmo, el cristianismo y el zoroastrismo. Tenía un estilo de vida ascético y era un vegano estricto.  Sostenía una posición antinatalista, en línea con su pesimismo, argumentando que los niños no deberían nacer para evitarles los dolores y sufrimientos de la vida. Su pesimismo tal vez puede explicarse en parte por su ceguera desde la niñez, se describió a sí mismo como un "prisionero doble" de la ceguera y el aislamiento.

#### Omar Jayam
Una lectura literal de los poemas de Omar Jayam conduce a una interpretación de su actitud filosófica hacia la vida como una combinación de pesimismo, nihilismo, epicureísmo, fatalismo y agnosticismo. : 6  Este punto de vista es adoptado por iranólogos como Arthur Christensen, H. Schaeder, Richard N. Frye, Edward Denison Ross, : 365 Edward Henry Whinfield : 40 y George Sarton. : 18 Por el contrario, las cuartetas de Jayam también han sido descritas como poesía mística sufí. Además de sus cuartetas persas, J. C. E. Bowen (1973) menciona que los poemas árabes de Jayam también "expresan un punto de vista pesimista que está totalmente en consonancia con la perspectiva del filósofo racionalista profundamente reflexivo que históricamente se sabe que Jayam fue". : 69 Edward FitzGerald enfatizó el escepticismo religioso que encontró en Khayam. En su prefacio al Rubaiyat afirmó que "era odiado y temido por los sufíes", y que negó cualquier pretensión de alegoría divina: "su vino es el verdadero jugo de la uva". : 62 Sadeq Hedayat fue uno de los defensores más notables de la filosofía de Jayam como escepticismo agnóstico y, según Jan Rypka (1934), incluso consideró a Jayam un ateo. Hedayat (1923) afirma que "si bien Jayam cree en la transmutación y transformación del cuerpo humano, no cree en un alma separada; si tenemos suerte, nuestras partículas corporales se usarían para hacer una jarra de vino". La poesía de Omar Jayam ha sido citada en el contexto del nuevo ateísmo, como en The Portable Atheist de Christopher Hitchens.

### SigloXVII

#### Baltasar Gracián

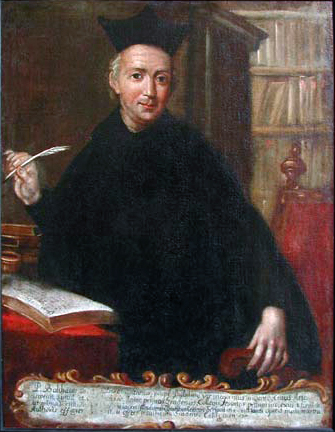
Gracián vio el mundo lleno de engaño, duplicidad y desilusión.

La novela El Criticón de Baltasar Gracián es considerada una alegoría extendida de la búsqueda humana de la felicidad que resulta infructuosa en la Tierra, y pinta un cuadro sombrío y desolado de la condición humana.
Su libro de aforismos Oráculo manual y arte de prudencia trata sobre el ideal cultural del desengaño. Sin embargo, se dice que Gracián afirmó que el viaje de la vida es aquel en el que una persona pierde los conceptos erróneos sobre el mundo, pero no las ilusiones. Jennifer A. Herdt argumenta que Gracián sostuvo que "lo que el mundo valora es engañoso simplemente porque parece sólido y duradero, pero de hecho es impermanente y transitorio. Habiéndonos dado cuenta de esto, nos alejamos de la búsqueda de las cosas que pasan y nos esforzamos por aferrarnos a las que no lo hacen".
Arthur Schopenhauer se comprometió ampliamente con las obras de Gracián y consideró El Criticón es "Absolutamente único ... un libro hecho para un uso constante ... un compañero de por vida ... [para] aquellos que desean prosperar en el gran mundo". La perspectiva pesimista de Schopenhauer fue influenciada por Gracián, y tradujo El oráculo manual y El arte de la prudencia al alemán. Elogió a Gracián por su estilo de escritura aforístico (conceptismo) y lo citó a menudo en sus obras.

#### Blaise Pascal

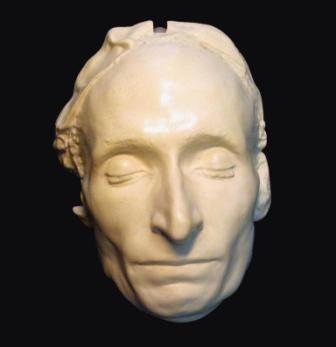
Blaise Pascal (máscara mortuoria). Para Pascal, el hombre está irremediablemente caído.

Blaise Pascal abordó el pesimismo desde una perspectiva cristiana. Publicó los Pensées, una serie de aforismos pesimistas con la intención de resaltar la miseria de la condición humana y orientar a las personas hacia la salvación por la religión cristiana.
Matemático y físico de primera magnitud, Pascal se tornó cada vez más hacia la religión y la fe a partir de una experiencia mística que tuvo a la edad de treinta años. Abrazando la corriente jansenista del cristianismo, consideraba que el hombre está condenado, como consecuencia del pecado original, a la miseria perpetua. Esta miseria buscamos por todos los medios eludirla: "Siendo incapaces de curar la muerte, la miseria y la ignorancia, los hombres han decidido, para ser felices, no pensar en tales cosas". Para olvidar nuestra condición, no sólo limitamos nuestros pensamientos a la consideración de cosas fútiles, sino que multiplicamos nuestras gesticulaciones y actividades vanas. La voluntad que nos empuja así hacia lo inesencial pertenece a lo que Pascal llama diversión. Cualquier vida que no implique el pensamiento de su finitud es una vida de diversión que aleja de Dios. La diversión toma formas extremadamente variadas y ocupa un lugar muy importante en nuestra existencia ordinaria. Ahora bien, afirma Pascal, si lo único que nos consuela de nuestras miserias es precisamente la diversión, es también "la mayor de nuestras miserias".
Para Pascal, la acción está necesariamente sujeta a desviación y es por tanto en el pensamiento, y no en la acción, donde reside nuestra dignidad. Pero el pensamiento en cuestión no es el del geómetra, el físico o el filósofo que, las más de las veces, se alimenta de orgullo y aleja de Dios. Es el descubrimiento y conocimiento introspectivo de nuestra finitud, lo único que puede elevarnos por encima de las demás criaturas y acercarnos a Dios. "El hombre es sólo una caña, la más débil de la naturaleza, pero es una caña pensante". declara en este sentido Pascal en una famosa máxima. El pensamiento es una esencia del hombre a la que debe su grandeza, pero sólo en la medida en que le revela su finitud. La idea cristiana de la irrecuperabilidad del hombre es, por tanto, no sólo una verdad, sino una creencia que debe ser adoptada, porque es la única que da cierta dignidad a la existencia humana. Pascal promueve en esta perspectiva una forma reflexiva del pesimismo, vinculando la grandeza y la miseria, donde la desconsideración de uno mismo y el reconocimiento de nuestra impotencia nos elevan por encima de nosotros mismos, haciéndonos renunciar al mismo tiempo a la vana búsqueda de la felicidad. : 202–203 

#### Nicolás Malebranche

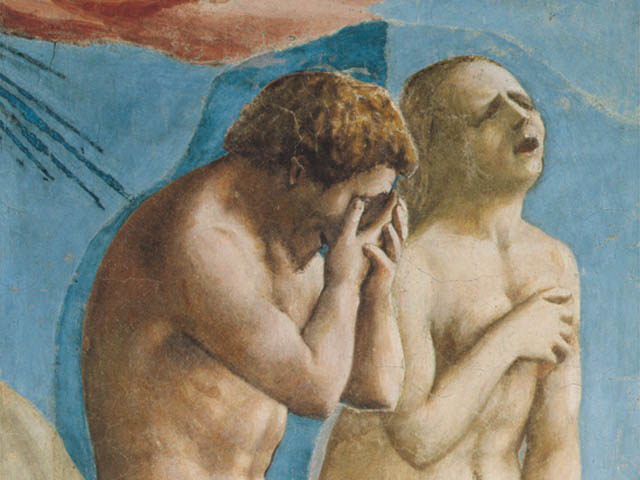
Adán y Eva expulsados del Edén (1425). Al igual que Pascal, Malebranche se encuentra en la tradición agustiniana del cristianismo, donde la naturaleza humana se ve como fatalmente esclavizada al pecado original.

Nicolás Malebranche fue un filósofo y teólogo de tradición agustiniana que trató de reconciliar el racionalismo cartesiano con los dogmas del cristianismo. Conocido principalmente por sus tesis de la visión de las ideas en Dios y del ocasionalismo, afirma el papel plenamente activo de Dios en todos los aspectos del mundo, así como la total dependencia del alma humana hacia él. Según Malebranche, el pecado original corrompió la naturaleza misma del hombre, y desde entonces éste está condenado a la concupiscencia. Habiendo pecado el primer hombre, perdió su poder original de control sobre su cuerpo, que no pudo ser transmitido después de él. La unión del alma y el cuerpo, que se estableció para el beneficio del alma, se transformó desde entonces en la dependencia del alma del cuerpo, y  "la concupiscencia, que no es más que esta dependencia, difunde una corrupción general en el género humano". La rebelión del cuerpo es para Malebranche el único principio de todos los vicios del alma. En el hombre, es incesante, porque su alma está irremediablemente caída.
La adhesión de Malebranche a los principios de la fisiología mecanicista, junto con su denigración del cuerpo, lo lleva a concebir la transmisión generacional del pecado desde Adán exclusivamente a través de la vía corporal. Una de las explicaciones dadas sobre esta transmisión es que hay una comunicación del cerebro de la madre con el del hijo que lleva. Otra explicación se basa en las disposiciones naturales y mecánicas del cerebro del niño a la imitación. En todos los casos, el pecado original queda indeleblemente marcado en las fibras del cerebro, que conservan su huella. Así, los hijos "aún guardan huellas e impresiones de sus primeros padres en sus cerebros". Es, pues, por las leyes del cuerpo que la falta inicial se transmite y se extiende a todos los hombres lo que basta para hacerla perpetua.
Con su teoría fisiológica de la transmisión del pecado, Malebranche afirma el peso definitivo que ejerce sobre nosotros el pecado original, peso del cual no podemos liberarnos. Sin embargo, matizando su pesimismo, distingue entre las conexiones que unen los estados cerebrales a pensamientos o sentimientos correlativos. Aquellas que, nacidas de la costumbre, pueden ser modificadas, y aquellas que, heredadas de nuestros antepasados, no podemos en modo alguno cambiar. Con esto explica el poder que tenemos para modificar la personalidad individual, en particular a través de la educación, pero para él la naturaleza humana permanece fatalmente esclava del pecado, de modo que nuestro apego a lo sensible que de él resulta sólo puede verse fortalecido de generación a generación. Sólo la gracia de Cristo logra contrarrestar, en algunos de nosotros, esta tendencia natural de la historia humana, que es la historia de nuestra perdición.

### SigloXVIII

#### Voltaire
Como reacción al terremoto de Lisboa de 1755, Voltaire escribió el pesimista Poema sobre el desastre de Lisboa, donde que criticaba el axioma optimista expresado por Alexander Pope en el poema Ensayo sobre el hombre de que "todo está bien". El Poema sobre el desastre de Lisboa es especialmente pesimista sobre el estado de la humanidad y la naturaleza de Dios. Como respuesta a la obra, Jean-Jacques Rousseau le envió a Voltaire una carta en la que afirmaba que "todos los males humanos son el resultado de faltas humanas".
Voltaire fue el primer europeo en ser etiquetado como pesimista por sus críticos, en respuesta a la publicación y el éxito internacional de su novela satírica Cándido de 1759; un tratado contra el optimismo teísta de Gottfried Leibniz, refutando su afirmación de que “vivimos en el mejor de los mundos posibles”. Aunque él mismo era deísta, Voltaire argumentó en contra de la existencia de un Dios personal compasivo a través de su interpretación del problema del mal.

### SigloXIX

#### Giacomo Leopardi

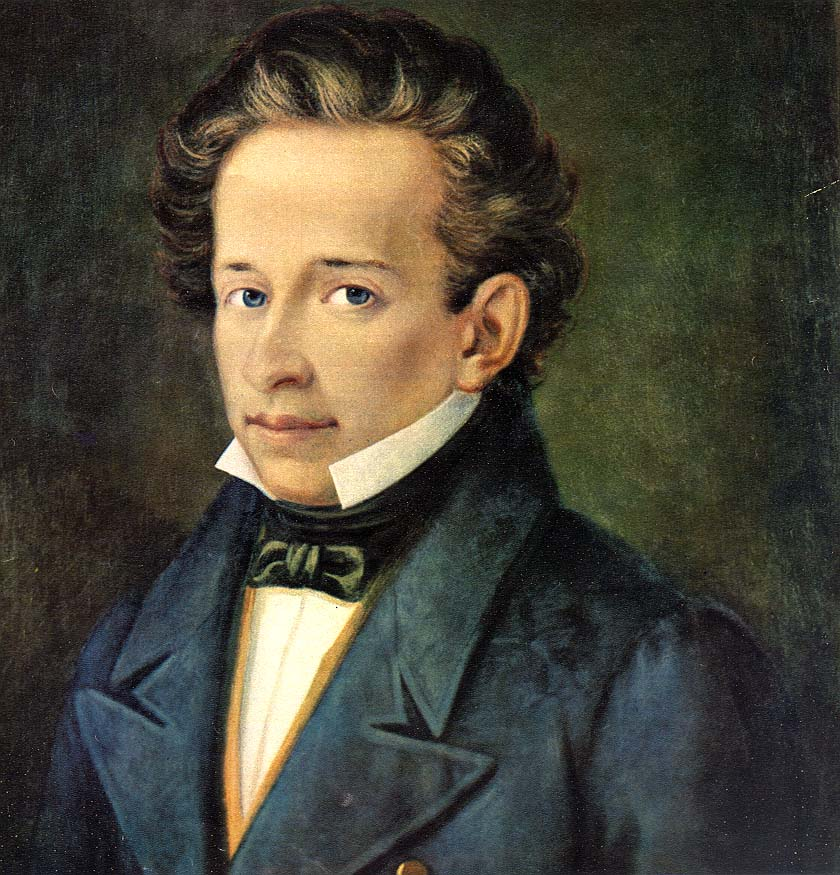
El pesimismo de Giacomo Leopardi ha sido etiquetado como "pesimismo cósmico", o la creencia en la infelicidad radical e irreparable del hombre.

Aunque fuera una figura poco conocida fuera de Italia, Giacomo Leopardi fue muy influyente en el siglo XIX, especialmente en Schopenhauer y Nietzsche. : 50 En sus ensayos, aforismos, fábulas y parábolas oscuramente cómicos, la vida se describe a menudo como una especie de broma o error divino. Para Leopardi, los humanos tienen un deseo ilimitado de placer, que, sin embargo, no puede ser satisfecho por ninguna alegría específica. En esta perspectiva, el problema existencial para los seres humanos emerge en el deseo real de placeres existentes particulares, porque estos son todos finitos y, por lo tanto, no pueden satisfacer el deseo de infinito: 
"El sentido de la nada de todas las cosas, la insuficiencia de todos y cada uno de los placeres para llenar nuestro espíritu, y nuestra tendencia hacia un infinito que no comprendemos, proviene quizás de una causa muy simple, más material que espiritual. El alma humana (y también todos los seres vivos) siempre desea esencialmente y se enfoca únicamente (aunque en muchas formas diferentes) en el placer o la felicidad, que, si lo piensas bien, es lo mismo. Este deseo y esta tendencia no tiene límites, porque es innato o nace junto con la existencia misma, y por tanto no puede llegar a su fin en este o aquel placer, que no puede ser infinito sino que acabará sólo cuando termine la vida, y no tiene límites (1) ni en duración (2) ni en extensión. Por lo tanto, no puede haber placer que iguale (1) su duración, porque ningún placer es eterno (2) o su extensión, porque ningún placer está más allá de la medida, pero la naturaleza de las cosas requiere que todo exista dentro de límites y que todo tenga límites, y circunscribirse."
En contra de la visión socrática presente en los diálogos de Platón, donde asocia la sabiduría o el conocimiento con la felicidad, Leopardi afirma que la filosofía, al acabar con las falsas opiniones y la ignorancia, revela a los humanos verdades que se oponen a su felicidad: “Están completamente equivocados los que dicen y predican que la perfección del hombre consiste en el conocimiento de la verdad y que todos sus males provienen de falsas opiniones y de la ignorancia. Y también lo son los que dicen que la raza humana será finalmente feliz cuando todos o la gran mayoría de los hombres conozcan la verdad y organicen y gobiernen sus vidas según sus normas.” : 411–413  Para Leopardi, la conclusión última a la que nos lleva el filosofar es que, paradójicamente, no debemos filosofar. Tal conclusión, sin embargo, sólo puede ser aprendida a expensas de uno mismo, y aun una vez aprendida no puede ser puesta en operación porque "no está en poder de los hombres olvidar las verdades que conocen y porque uno puede más dejar fácilmente de lado cualquier otro hábito que no sea el de filosofar. En resumen, la filosofía comienza esperando y prometiendo curar nuestros males y termina deseando en vano encontrar un remedio para sí misma.”
Leopardi consideraba la naturaleza misma como antagónica a la felicidad del hombre y de todas las demás criaturas. En su Diálogo entre la naturaleza y un islandés, el islandés relata cómo, en su intento por escapar del sufrimiento, se vio atacado por el clima severo, los desastres naturales, otros animales, las enfermedades y el envejecimiento. Al final del diálogo, le pregunta a la Naturaleza: "¿Para el placer y el servicio de quién se mantiene esta vida miserable del mundo, por el sufrimiento y la muerte de todos los seres que lo componen?", a lo que la naturaleza no da directamente una respuesta; en lugar de ello, dos leones hambrientos aparecen de improviso y devoran al islandés, ganando así la fuerza para vivir un día más.
La respuesta de Leopardi a estas condiciones fue hacer frente a estas realidades y tratar de vivir una vida vibrante y grandiosa, arriesgarse y asumir tareas inciertas. Afirmó que esta incertidumbre hace que la vida sea valiosa y emocionante, pero no libera al ser humano del sufrimiento; es más bien un abandono de la búsqueda inútil de la felicidad. Usó el ejemplo de Cristóbal Colón, quien emprendió un viaje peligroso e incierto y debido a esto llegó a apreciar la vida más plenamente. Leopardi también vio la capacidad de los humanos para reírse de su condición como una cualidad loable que puede ayudarlos a lidiar con su situación: "El que tiene el coraje de reír es dueño del mundo, al igual que el que está preparado para morir".

### Pesimismo alemán
Aunque las primeras manifestaciones del pesimismo filosófico se remontan a la antigüedad, nunca antes tomó un giro tan sistemático y tan reflexionado como en Alemania durante la segunda mitad del siglo XIX. Durante casi cincuenta años, el tema del pesimismo se discutió en el contexto del Weltschmerz. La cuestión del pesimismo dominó el pensamiento filosófico alemán, y la controversia del pesimismo fue su principal punto de disputa. La discusión que tuvo lugar en Alemania en torno a este movimiento coincidió en gran medida con lo que constituía su tesis central, sobre el valor negativo de la existencia.

#### Arturo Schopenhauer

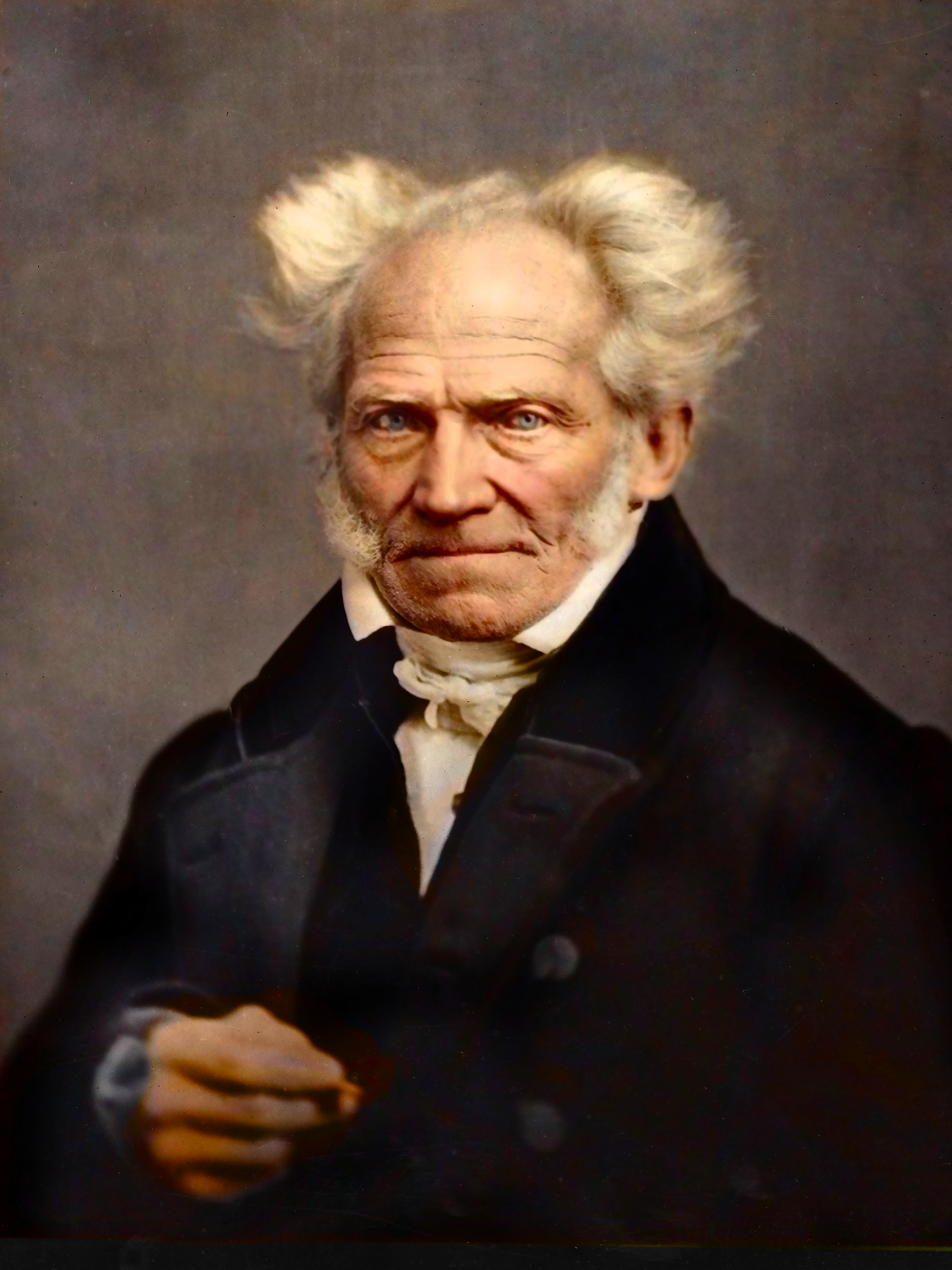
Arthur Schopenhauer consideraba que el mundo era el producto de una fuerza metafísica irracional e insaciable a la que denominó "voluntad".

La primera exposición del pesimismo filosófico de manera sistemática, con una estructura metafísica subyacente, fue presentada por Arthur Schopenhauer en el siglo XIX. El pesimismo de Schopenhauer provenía de su análisis de la vida como producto de una voluntad cósmica insaciable e incesante. Consideraba que la voluntad era el último noúmeno animador metafísico, y lo describía como un esfuerzo sin fin, inquieto e inextinguible, que abarca tanto el reino inorgánico como el orgánico, y cuya aprehensión más intuitiva y directa puede ser alcanzada por el hombre a través de la observación de su propio cuerpo y deseos:
En la naturaleza-sin-conocimiento, su ser interior [es] un esfuerzo constante sin fin y sin descanso, y esto se destaca mucho más claramente cuando consideramos al animal o al hombre. La voluntad y el esfuerzo son toda su esencia, y pueden compararse plenamente con una sed insaciable. Sin embargo, la base de todo querer es la necesidad, la carencia y, por lo tanto, el dolor, y por su misma naturaleza y origen está destinado al dolor. Si, por el contrario, le faltan los objetos de la voluntad, porque una satisfacción demasiado fácil le priva inmediatamente de ellos, le sobreviene un vacío y un aburrimiento espantosos; en otras palabras, su ser y su existencia misma se convierten en una carga intolerable para ella. Por lo tanto, su vida oscila como un péndulo entre el dolor y el aburrimiento, y estos dos son, de hecho, sus constituyentes últimos.
Schopenhauer vio la razón humana como débil e insignificante en comparación con la voluntad; en una metáfora, comparó el intelecto humano con un cojo vidente, que cabalga sobre los hombros de un hombre fuerte pero ciego (la voluntad). Señaló que, una vez que los deseos de uno están satisfechos, el sentimiento de satisfacción no dura mucho, siendo simplemente el punto de partida de nuevos deseos y que, como resultado, los humanos pasan la mayor parte de sus vidas en un estado de lucha sin fin; en este sentido, en el fondo no son más que voluntad. Incluso los momentos de satisfacción, cuando se alcanzan y no dan paso inmediatamente a nuevos deseos y anhelos, solo conducen a un abandono en el aburrimiento, lo que para Schopenhauer es una prueba directa de que la existencia no tiene valor real en sí misma: 
"Porque ¿qué es el aburrimiento sino el sentimiento del vacío de la vida? Si la vida -cuyo anhelo es la esencia misma de nuestro ser- tuviera algún valor intrínseco positivo, no existiría el aburrimiento en absoluto: la mera existencia nos satisfaría en sí misma, y nada nos faltaría."
Schopenhauer argumentó -como Thomas Hobbes- que la vida es una guerra de todos contra todos, llena de conflictos y luchas constantes, no solo aburrimiento y deseos insatisfechos. En tal lucha, cada fenómeno diferente de la voluntad de vivir disputa con los otros para mantener su existencia: 
"Este conflicto universal se ve más claramente en el reino animal. Los animales tienen el reino vegetal para su alimento, y dentro del reino animal cada animal es presa y alimento de algún otro. Esto quiere decir que la materia en la que se manifiesta la Idea de un animal debe prescindir de la manifestación de otra Idea, ya que todo animal sólo puede mantener su propia existencia mediante la eliminación incesante de la de otro. Así, la voluntad de vivir generalmente se alimenta de sí misma, y es en diferentes formas su propio alimento, hasta que finalmente la raza humana, porque somete a todos los demás, considera la naturaleza como fabricada para su propio uso. Sin embargo... esta misma raza humana revela en sí misma con terrible claridad ese conflicto, esa divergencia de la voluntad consigo misma, y tenemos al homo homini lupus."
También afirmó que el placer y el dolor eran asimétricos: el placer tiene una naturaleza negativa, mientras que el dolor es positivo. Con esto quería decir que el placer no nos llega originariamente y por sí mismo, es decir, el placer solo puede existir como una eliminación de un dolor o deseo preexistente, mientras que el dolor se proclama directa e inmediatamente a nuestra percepción:
"Toda satisfacción, o lo que comúnmente se llama felicidad, es real y esencialmente siempre negativa solamente, y nunca positiva. No es una gratificación que nos llega originariamente y por sí misma, sino que debe ser siempre la satisfacción de un deseo. Porque el deseo, es decir, la necesidad, es la condición precedente de todo placer; pero con la satisfacción cesa el deseo y por lo tanto el placer; y así la satisfacción o gratificación nunca puede ser más que la liberación de un dolor, de una necesidad.... Lo que se nos da inmediatamente es siempre sólo la necesidad, es decir, el dolor. La satisfacción y el placer sólo pueden conocerse indirectamente recordando el sufrimiento y la privación precedentes que cesaron en su entrada."
En cuanto a la vejez y la muerte, a las que toda vida se precipita necesariamente, Schopenhauer las describió como una sentencia de condena de la naturaleza misma sobre cada fenómeno particular de la voluntad de vivir, indicando que todo el esfuerzo de cada fenómeno está destinado a frustrarse a sí mismo y es esencialmente vacío y vano, pues si fuéramos algo valioso en sí mismo, o incondicionado y absoluto, no tendríamos como meta la inexistencia:
"¡Qué diferencia hay entre nuestro principio y nuestro fin! El primero en el frenesí del deseo y el éxtasis del placer sensual; el último en la destrucción de todos los órganos y el olor a humedad de los cadáveres. El camino del nacimiento a la muerte es siempre cuesta abajo en cuanto al bienestar y al disfrute de la vida; la infancia felizmente soñadora, la juventud alegre, la virilidad laboriosa, la vejez frágil y a menudo lamentable, la tortura de la última enfermedad y, finalmente, la agonía de la muerte. ¿No parece exactamente como si la existencia fuera un paso en falso cuyas consecuencias se vuelven cada vez más evidentes?"
Schopenhauer vio en la contemplación artística un escape temporal del acto de querer. Creía que "perdiéndose" en el arte se podía sublimar la voluntad. Sin embargo, creía que sólo la renuncia al inútil esfuerzo de la voluntad por vivir a través de una forma de ascetismo, que interpretaba como una "mortificación de la voluntad" o la "negación de la voluntad de vivir" (como las practicadas por monásticos orientales y por "personas santas") podría liberarse por completo de la voluntad.
Schopenhauer nunca usó el término pesimismo para describir su filosofía, pero tampoco se opuso cuando otros la llamaron así. Otros términos utilizados para describir su pensamiento son voluntarismo e irracionalismo, que tampoco utilizó.

#### Pesimismo posterior a Schopenhauer
Durante los últimos años de la vida de Schopenhauer y los años posteriores a su muerte, el pesimismo se convirtió en una tendencia popular en la Alemania del siglo XIX, si bien fue visto con desdén por las demás filosofías populares de la época, como el hegelianismo, el materialismo, el neokantismo y el naciente positivismo. En una era de revoluciones sociales y tecnológicas, así como descubrimientos en la ciencia, la naturaleza resignada y antiprogresista del pesimista típico fue vista como un detrimento para el desarrollo social. Para responder a esta creciente crítica, un grupo de filósofos muy influenciados por Schopenhauer (de hecho, algunos incluso eran sus conocidos personales) desarrollaron su propio tipo de pesimismo, cada uno a su manera. Pensadores como Julius Bahnsen, Eduard von Hartmann, Philipp Mainländer y otros cultivaron la amenaza cada vez mayor del pesimismo al convertir el idealismo trascendental de Schopenhauer en lo que Frederick C. Beiser llama realismo trascendental. : p. 213 n. 30 La tesis idealista trascendental es que los humanos sólo conocen las apariencias de las cosas (no las cosas-en-sí); la tesis realista trascendental es que "el conocimiento que tenemos de cómo nos aparecen las cosas en la experiencia nos da el conocimiento de las cosas en sí mismas". : 147–148 
Al adoptar el realismo trascendental, las oscuras observaciones de Schopenhauer sobre la naturaleza del mundo se volverían completamente cognoscibles y objetivas, y de esta manera alcanzarían certeza. La certeza del ser pesimista, de que la no existencia es preferible a la existencia. Eso, junto con la realidad metafísica de la voluntad, fueron las premisas que los pensadores poschopenhauerianos heredaron de las enseñanzas de Schopenhauer. A partir de este punto de partida común, cada filósofo desarrolló su propia visión negativa del ser en sus respectivas filosofías. : 147–148 
Algunos pesimistas apaciguarían a los críticos aceptando la validez de sus consideraciones y abrazando el historicismo, como fue el caso del albacea literario de Schopenhauer, Julius Frauenstädt, y de Eduard von Hartmann (quien le dio un giro único al realismo trascendental). : 147–148 Agnes Taubert, la esposa de von Hartmann, en su obra El pesimismo y sus oponentes definió el pesimismo como "una cuestión de medir el valor eudaimonológico de la vida para determinar si la existencia es preferible a la inexistencia o no"; al igual que su esposo, Taubert argumentó que la respuesta a este problema es "comprobable empíricamente". Olga Plümacher criticó el pesimismo de Schopenhauer por "no lograr un pesimismo tan bueno como podría haberlo hecho", y fue, en consecuencia, inferior al pensamiento de von Hartmann sobre el tema, lo que permitió el progreso social. Julius Bahnsen reformaría la comprensión del pesimismo en general, mientras que Philipp Mainländer se propuso reinterpretar y dilucidar la naturaleza de la voluntad, presentándola como una voluntad de muerte automortificante.

#### Julius Bahnsen

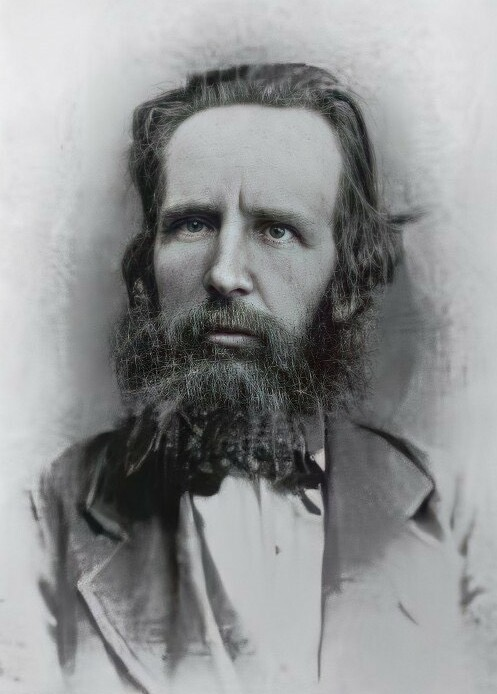
Julius Bahnsen ; su pesimismo radical excluía cualquier posibilidad de progreso y liberación.

La perspectiva pesimista del filósofo alemán Julius Bahnsen a menudo se describe como la forma más extrema de pesimismo filosófico, quizás incluso más que la de Mainländer, ya que excluye cualquier posibilidad de redención o salvación. Bahnsen es escéptico de que el arte, el ascetismo o incluso la cultura pueden sacarnos de este mundo de sufrimiento, o que proporcionen escape del auto-tormento de la voluntad.
Según Bahnsen, el corazón de la realidad reside en el conflicto interior de la voluntad, dividida en sí misma y "queriendo lo que no quiere y no queriendo lo que quiere". Más que una simple variación de la filosofía de Schopenhauer, pero similar a la filosofía de von Hartmann, la cosmovisión de Bahnsen es una síntesis de Schopenhauer con Hegel. Pero mientras von Hartmann intenta moderar el pesimismo de Schopenhauer con la creencia optimista de Hegel en el progreso histórico, la filosofía de Bahnsen excluye cualquier evolución o progreso en la historia por considerarla cíclica y siendo la contradicción una constante. Al tomar como influencia la dialéctica de Hegel (pero no su historicismo), Bahnsen adopta sólo el momento negativo de su dialéctica, o en otras palabras, su énfasis en la contradicción. Así, el tema principal de la filosofía de Bahnsen se convirtió en su propia idea de la Realdialektik, según la cual no hay síntesis entre dos fuerzas opuestas, resultando la oposición sólo en la negación y la consiguiente destrucción de los aspectos contradictorios. Para Bahnsen, no se encontraba la racionalidad en el ser y, por lo tanto, no había un poder teleológico que condujera al progreso al final de cada conflicto.
El pesimismo de Bahnsen otorga un lugar central a su teoría de la tragedia, corolario del carácter contradictorio de su Realdialektik. Según él, nunca puede haber una respuesta clara o consistente sobre qué deberes morales o valores debe adoptar un individuo. Cualquier cosa que hagamos en nuestras vidas, particularmente en las situaciones morales más intrincadas, implicará la violación de un deber, principio u otro valor básico en conflicto (que merecen ser respetados no menos); esto sucede no solo por una simple falta de absolutos morales, sino también por concepciones contrapuestas del bien, que son incompatibles y que existen contra-motivos de peso y dignos para cada acción en la vida.
En su obra de 2016 Weltschmerz: Pessimism in German Philosophy, 1860-1900, el profesor estadounidense de filosofía Frederick C. Beiser expresa la teoría de la tragedia de Bahnsen de la siguiente manera:
"El corazón mismo de la tragedia, para Bahnsen, consiste en dos hechos fundamentales: primero, que el individuo tiene que elegir entre deberes en conflicto o valores inconmensurables; y segundo, que él o ella será castigado, o tendrá que sufrir, porque él o ella obedece a un deber o honra un valor a expensas de otro.... Debido a que los deberes y los valores entran en conflicto, y debido a que el héroe o la heroína trágicos deben actuar de acuerdo con algún deber o valor en una situación particular, él o ella no tiene más remedio que pecar; deben violar otro deber o despreciar otro valor básico; y por esa infracción o transgresión deben ser castigados. La esencia de una tragedia, entonces, es que debemos hacer lo correcto o actuar para el bien, pero que también seremos castigados por ello porque no podemos evitar violar otros deberes y bienes. Incluso con las mejores intenciones y la conciencia más escrupulosa, terminamos haciendo algo malo y equivocado, por lo que debemos pagar”.
Para Bahnsen, el único respiro de una visión tan sombría de la vida fue a través del humor; en otras palabras, en aprender a reírnos de nosotros mismos y de nuestra situación.  Aunque insiste en que el humor no necesariamente nos saca de nuestra trágica situación, sí cree que nos permite separarnos o abstraernos momentáneamente de ella (de manera similar a la visión de Schopenhauer sobre la contemplación estética a través del arte). Sin embargo, en última instancia, no ofrece remedios duraderos, ni métodos confiables para escapar del sufrimiento y los dilemas morales de la vida; su único poder es aligerar la carga y prepararnos para lo venidero.  

#### Philipp Mainländer

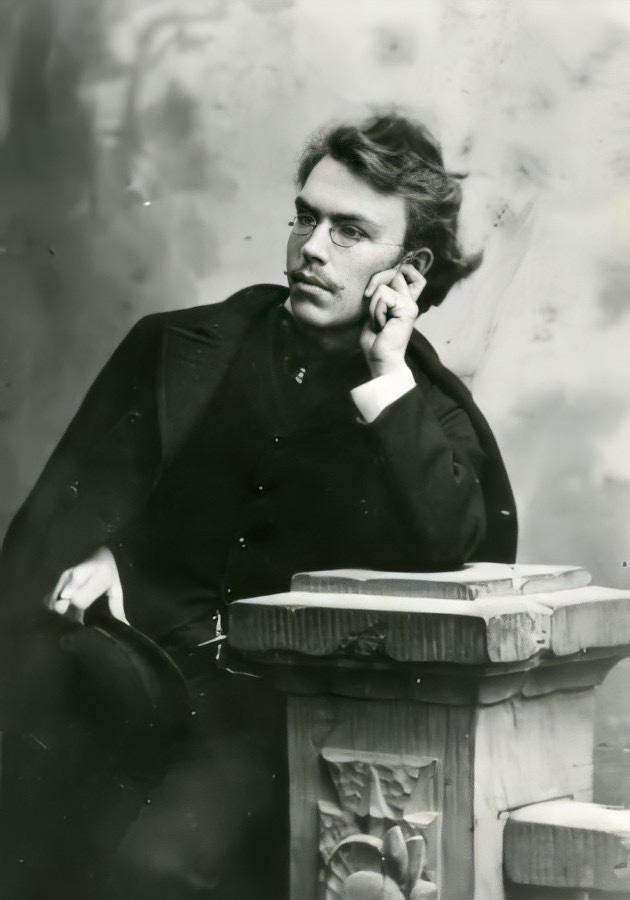
Philipp Mainländer publicó Die Philosophie der Erlösung en 1876 y se suicidó poco después.

Philipp Mainländer fue un poeta y filósofo conocido principalmente por su opera magna La filosofía de la redención (Die Philosophie der Erlösung), una obra marcada por un profundo pesimismo que publicó justo antes de su suicidio en 1876. Para Theodor Lessing, es "quizás el sistema de pesimismo más radical conocido en la literatura filosófica", aunque es parte de la herencia filosófica de Schopenhauer. Mainländer articula en él el concepto de la muerte de Dios, que rápidamente encontraría eco en la filosofía de Nietzsche (aunque con un significado más metafísico), y la noción de "voluntad de muerte". La voluntad de muerte, que es una forma invertida de la voluntad de vivir de Schopenhauer, es el principio de toda existencia desde el origen del mundo. En efecto, Dios se dio a sí mismo muerte al crear el mundo, y desde entonces el aniquilamiento constituye la única "salvación" del ser, su única posibilidad de "redención". Para Mainländer, la vida en sí misma no tiene valor, y "la voluntad, encendida por el conocimiento de que el no ser es mejor que el ser, es el principio supremo de la moralidad". Cuando el individuo, al observar su propia voluntad, se da cuenta de que su salvación está en su muerte, su voluntad de vivir se transforma en voluntad de muerte. La voluntad de vivir es, en esta perspectiva, sólo el medio utilizado por la voluntad de muerte para lograr su fin.

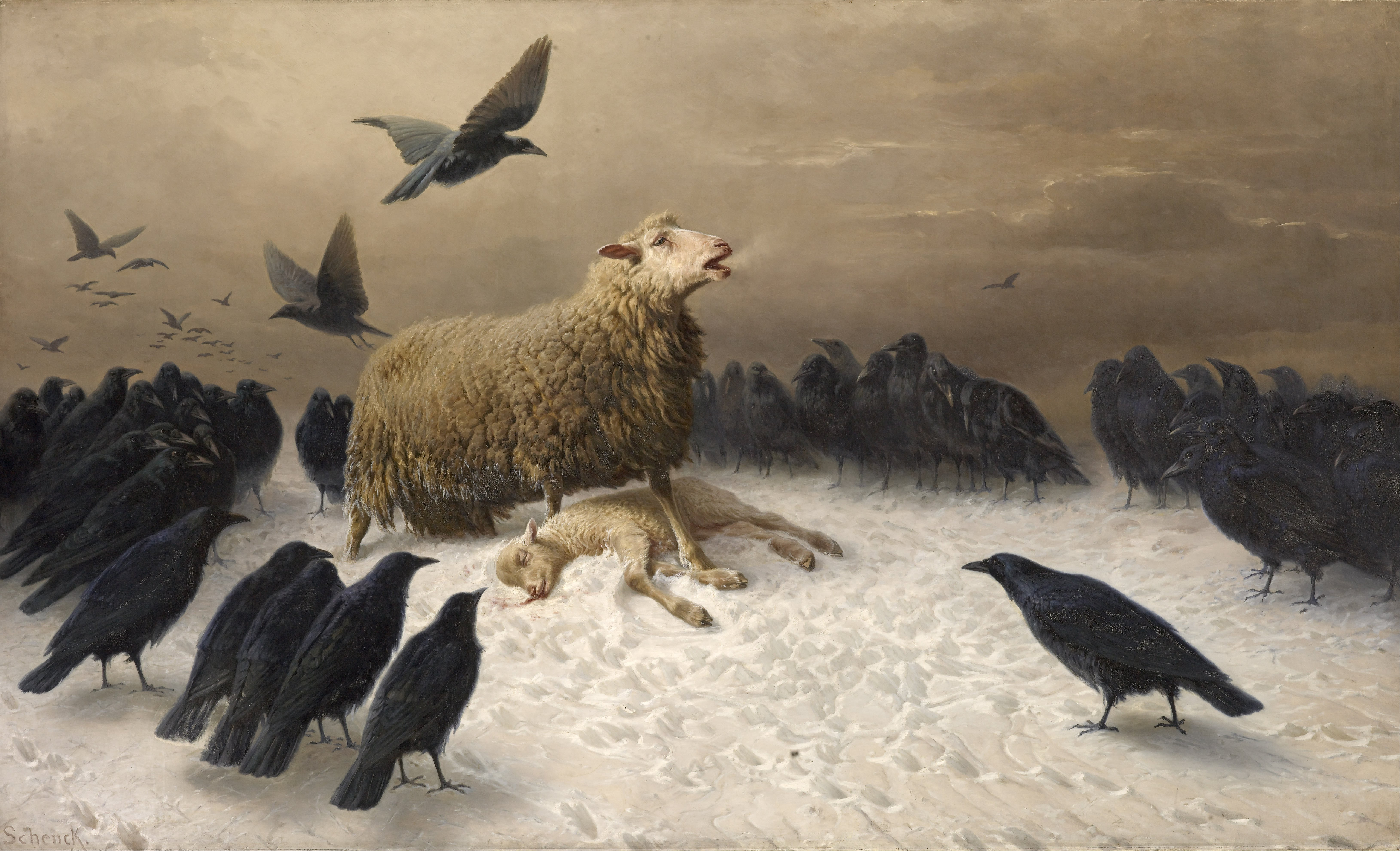
Para Mainländer, " Dios está muerto ", y el mundo mismo, condenado a desaparecer, es su "cuerpo podrido".

A diferencia de Schopenhauer, Mainländer sostiene una concepción pluralista de la realidad, denominada nominalismo.  Este pluralismo ontológico implica que las voluntades individuales son mortales, que la existencia de un individuo está limitada tanto en duración como en extensión. La desaparición de un individuo lleva, pues, al silencio de su voluntad, reduciéndose a la nada. En la metafísica de Schopenhauer, por el contrario, las voluntades individuales eran sólo manifestaciones de la esencia del mundo mismo (la voluntad). Por lo tanto, la desaparición de los individuos no podía en modo alguno extinguir la voluntad, ya que habría sido necesario reducir a la nada la totalidad del mundo para hacerlo. La metafísica pluralista de Mainländer, en cambio, hace posible el aniquilamiento de la voluntad, llevando a atribuir a la muerte un poder negativo esencial: el de hacer desaparecer la esencia del mundo (entendido como la simple suma de todos los individuos). Dado que el no ser es superior al ser, la muerte proporciona un beneficio real, incluso más importante que todos los demás, ya que es definitiva. Este beneficio es el de la paz y la tranquilidad eternas, que Mainländer llama "redención", retomando así el léxico del cristianismo. De hecho, interpreta el cristianismo, en su forma mística, como una religión de renuncia y salvación, como una primera revelación de su propia filosofía. Mainländer insiste en el significado decisivo de su pluralismo ontológico, siendo la realidad nada más y nada menos que la existencia de voluntades individuales.  Rechazando la perspectiva metafísica de Schopenhauer, y con ella el postulado de una voluntad cósmica universal por encima y más allá de la voluntad individual, afirma el carácter necesariamente "inmanente", empírico y representacional -y por tanto no metafísico- del conocimiento, limitado como está a la campo de la conciencia individual. Para él, cada voluntad, concebida como autosuficiente tanto desde el punto de vista del conocimiento como ontológicamente, está radicalmente separada de las demás. Mainländer admite, sin embargo, que las ciencias naturales muestran que todos los seres que componen el mundo están sistemáticamente interconectados, de modo que cada cosa depende de otra según leyes necesarias. La ciencia parece así contradecir la tesis de que toda voluntad está encerrada en sí misma (y por tanto libre). Esta aparente contradicción puede, sin embargo, ser resuelta, según Mainländer, introduciendo la dimensión del tiempo: en el principio, antes del principio del tiempo, había una singularidad única, pura, sin división alguna. Al principio de los tiempos, la unidad original del mundo se fragmentó y diferenció, comenzando así un proceso de división que ha continuado desde entonces. De la unidad primitiva del mundo subsiste el principio de la interconexión de las cosas según las leyes de la naturaleza, pero la unidad subyacente de las cosas pertenece al pasado y por lo tanto no quita el carácter individual de la voluntad.
Mainländer introduce su trágico concepto de la muerte de Dios para iluminar este pasaje de la conversión de la unidad original a la multiplicidad. Declara: "Dios ha muerto y su muerte fue la vida del mundo". Como el cristianismo había intuido a través de la figura de Cristo, Dios -es decir, la singularidad inicial- se sacrificó dando a luz al mundo. Aunque no podemos conocer realmente las modalidades de este engendramiento, es posible, según Mainländer, tener alguna idea de él por analogía con nosotros. En esta perspectiva, construye una notable mitología antropomórfica de la creación en la que Dios aparece como un individuo perfectamente libre y omnipotente, pero que descubre con horror su propia limitación en el hecho mismo de su existencia, que no puede abolir directamente, siendo la condición primaria de su existencia, todos sus poderes. En este relato, Dios, ahora habitado por la angustia, se da cuenta de que su existencia presente tiene un valor negativo, que por lo tanto vale menos que su inexistencia. Entonces decide ponerle fin; no directamente, lo que le es imposible, sino por mediación de una creación. Al crear el mundo y luego fragmentarlo en una multitud de entidades individuales, puede realizar progresivamente su deseo de autodestrucción. Es este impulso divino hacia la autodestrucción y la aniquilación lo que finalmente anima todo el cosmos, incluso si el impulso hacia la vida (la voluntad de vivir) parece dominarlo a primera vista. Por ejemplo, la voluntad de vivir que existe en las plantas y los animales del ámbito orgánico coexiste, de manera indirecta o inconsciente, con la voluntad de muerte: en otras palabras, la voluntad de muerte está "enmascarada" u ocultada por la voluntad. vivir; sin embargo, la voluntad de morir triunfa gradual e inevitablemente sobre la voluntad de vivir, ya que todo ser vivo, tarde o temprano, muere y deja de ser, como derivado del anhelo original de Dios hacia el no ser.  Todo lo que existe, desde el reino inorgánico hasta el reino orgánico, está finalmente gobernado por un proceso fatal de aniquilación cósmica que se traduce en el nivel físico en entropía, y en el nivel de los vivos en lucha y conflicto.  Mainländer considera que todo este proceso es ineluctable, como una tragedia griega en la que el destino del que se busca escapar siempre acaba por cumplirse. En esta macabra tragedia, el mundo entero no es más que "el cuerpo podrido de Dios".Jorge Luis Borges comentó la cosmovisión de Mainländer en El Biathanatos: "pienso en aquel trágico Philipp Batz, que se llama en la historia de la filosofía Philipp Mainländer. Fue, como yo, lector apasionado de Schopenhauer. Bajo su influjo (y quizá bajo el de los gnósticos) imaginó que somos fragmentos de un Dios, que en el principio de los tiempos se destruyó, ávido de no ser. La historia universal es la oscura agonía de esos fragmentos."

#### Eduard von Hartmann

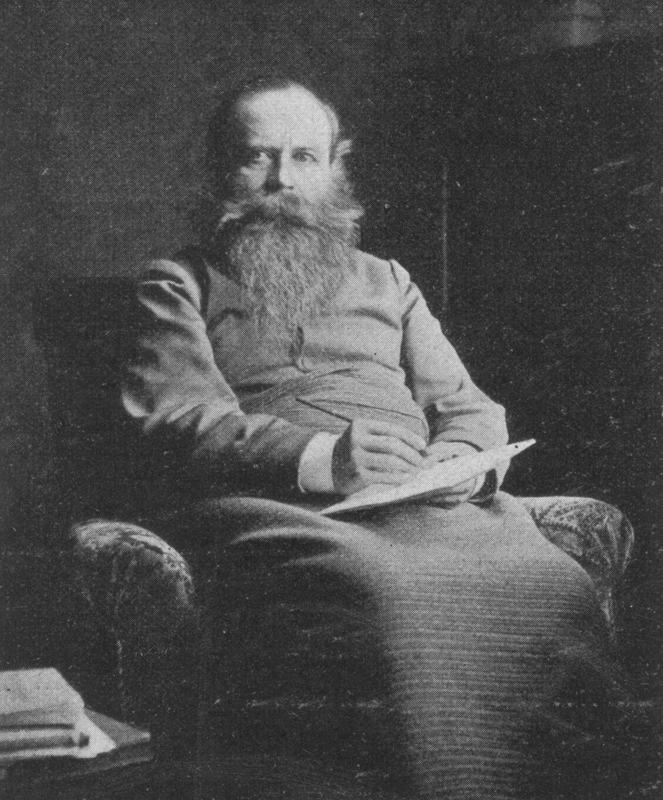
Según Eduard von Hartmann, es solo a través del intento constante de obtener la felicidad que los humanos pueden aprender la deseabilidad de la nada; y cuando este conocimiento se haya vuelto universal, o al menos general, vendrá la liberación y el mundo cesará.

En su obra titulada Filosofía del inconsciente, cuya primera edición apareció en 1869 y se hizo famosa ya en los primeros años de su publicación, Eduard von Hartmann, al tiempo que se presenta como el heredero de Arthur Schopenhauer, reemplaza el principio schopenhaueriano de la voluntad por su propio principio del Inconsciente. El inconsciente, siendo un concepto más metafísico que psicológico, es el actor invisible de la historia y el instigador oculto de la evolución, incluyendo indisociablemente la voluntad irracional que empuja al mundo a existir (en el sentido de Schopenhauer), y la "idea", en el sentido hegeliano, que es el elemento racional y organizador del mundo.
El inconsciente es a la vez voluntad, razón (este último concepto también interpretado como idea) y el fundamento absoluto que abarca toda existencia. Así, influido tanto por Hegel como por Schopenhauer, afirma que la evolución de la historia va en la dirección del desarrollo de la idea y su predominio sobre la voluntad (inconsciente). Pero es precisamente la voluntad, considerada como principio irracional, la que ha producido el mundo. El mundo está, pues, inevitablemente lleno de males y dolores que no son erradicables, y el desarrollo progresivo de la Idea significa la progresiva toma de conciencia de estos males y su inevitabilidad, no su sustitución por la conciencia. Una "negación cósmico-universal de la voluntad" aparecerá por tanto como única solución final para el género humano que ha alcanzado la plena conciencia, con el inconsciente evocando la razón y con su ayuda creando el mejor de los mundos posibles, que contiene la promesa de su redención de la existencia real por la emancipación de la razón de su subyugación a la voluntad en la razón consciente del pesimista ilustrado.
Aunque von Hartmann es un pesimista, su pesimismo no es absoluto. La felicidad del individuo es ciertamente inalcanzable, ya sea aquí y ahora o en el más allá y en el futuro, pero no desespera por liberar finalmente al Inconsciente de sus sufrimientos. Se diferencia de Schopenhauer en hacer depender la salvación por la “negación de la voluntad de vivir” de un esfuerzo social colectivo y no de una ascesis individualista. Hartmann explica que hay tres ilusiones fundamentales sobre el valor de la vida que deben superarse antes de que la humanidad pueda lograr lo que él llama la indolencia absoluta, la nada o el Nirvana. La primera de estas ilusiones es la esperanza del bien en el presente, la confianza en los placeres de este mundo, tal como la sentían los griegos. A esto le sigue la transferencia cristiana de la felicidad a otra vida mejor, a la que sucede a su vez la ilusión que busca la felicidad en el progreso, y sueña con un futuro meritorio por los logros de la ciencia. Todos por igual son promesas vacías, y conocidas como tales en la etapa final, que ve todos los deseos humanos como igualmente vanos y el único bien en la paz del Nirvana. Cuando la mayor parte de la voluntad en la existencia esté tan iluminada por la razón como para percibir la inevitable miseria de la existencia, se hará un esfuerzo colectivo para desear la inexistencia, y el mundo recaerá en la nada, el Inconsciente en la quietud.
La concepción de una redención del inconsciente proporciona también la base última de la ética de von Hartmann. Debemos afirmar provisionalmente la vida y dedicarnos a la evolución social, en lugar de luchar por una felicidad que es imposible; al hacerlo, encontraremos que la moralidad hace que la vida sea menos infeliz de lo que sería de otro modo. El suicidio y todas las demás formas de egoísmo son altamente censurables. Epistemológicamente, Von Hartmann es un realista trascendental, que defiende hábilmente sus puntos de vista y critica agudamente los de sus oponentes. Su realismo le permite mantener la realidad del tiempo y, por tanto, del proceso de redención del mundo.

#### Friedrich Nietzsche

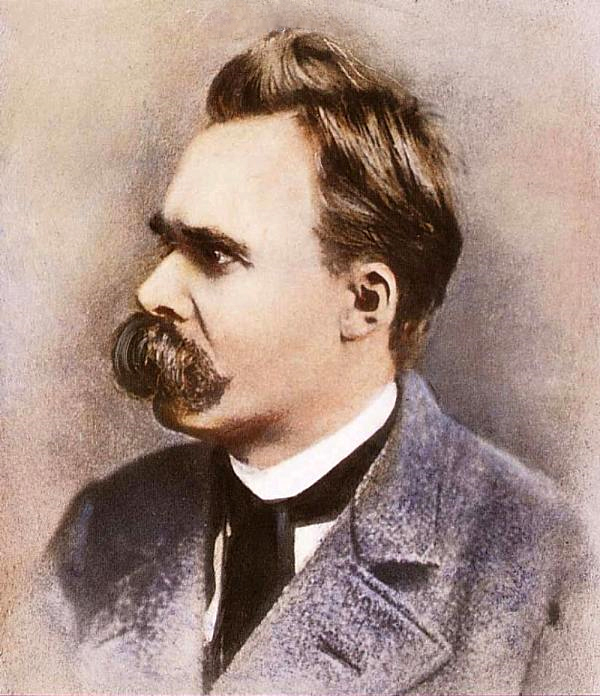
Criticando duramente el pesimismo de sus contemporáneos alemanes, "un pesimismo de los débiles", Nietzsche pretende introducir su propia versión del pesimismo: "pesimismo dionisíaco", o "un pesimismo de los fuertes".

Se podría afirmar que Friedrich Nietzsche es un filosófo pesimista, a pesar de que, a diferencia de Schopenhauer (a quien leía con avidez), su respuesta a la visión pesimista trágica no es ni resignada ni abnegada, sino una forma de pesimismo que afirma la vida. Para Nietzsche se trataba de un "pesimismo del futuro", un "pesimismo dionisiaco", que identificó con lo que vio como el pesimismo de los presocráticos griegos y también en el centro de la tragedia griega antigua. : 167 Consideró la tragedia como una revelación de la terrible naturaleza de la existencia humana, atada a un flujo constante. En contraste con esto, vio la filosofía socrática como un refugio optimista de aquellos que no podían soportar más la tragedia. Dado que Sócrates postuló que la sabiduría podría conducir a la felicidad, Nietzsche vio esto como "moralmente hablando, una especie de cobardía". ... amoralmente, una artimaña". : 172 Nietzsche también criticó el pesimismo de Schopenhauer, y argumentó que, al juzgar el mundo negativamente, emitía juicios morales sobre el mundo y, por lo tanto, conducía a la debilidad y al nihilismo. La respuesta de Nietzsche fue una aceptación total de la naturaleza del mundo, una "gran liberación" a través de un "pesimismo de la fuerza" que "no juzga esta condición". : 178 Creía que la tarea del filósofo era manejar este pesimismo como un martillo, atacar primero la base de las viejas moralidades y creencias y luego "hacerse un nuevo par de alas", es decir , revaluar todos los valores y crear nuevos. : 181 Una característica clave de este pesimismo dionisiaco era "decir sí" a la naturaleza cambiante del mundo, lo que implicaba abrazar la destrucción y el sufrimiento con alegría y para siempre (de ahí las ideas de amor fati y eterno retorno). : 191 El pesimismo para Nietzsche era un arte de vivir que es "bueno para la salud" como un "remedio y una ayuda al servicio de la vida que crece y lucha". : 199 

### Crítica del pesimismo alemán en Francia
Incluso antes de la traducción al francés de la obra seminal de Eduard von Hartmann,  Filosofía del inconsciente, en 1877, el pesimismo alemán atrajo la atención de los filósofos franceses, que comenzaron a interesarse por Schopenhauer y por la filosofía del inconsciente. Esta fue percibida rápidamente como problemática y sirvió como contraste a una filosofía francesa que, en esos tiempos de humillación nacional, buscaba marcar su identidad, Elme Caro y Adolphe Franck, entre otros, denunciaron el pesimismo alemán como un sistema basado en principios arbitrarios. Para Caro en particular, se trata de "una filosofía oscura en su principio, demasiado clara en sus consecuencias" y muy "antipática al espíritu francés". Alfred Fouille lo considera como una interpretación de los hechos "a menudo aventurera" y critica los principios metafísicos, a los que opone sus propias tesis sobre el papel fundamental de "voluntad" y de la "conciencia". Charles Renouvier, por su parte, ve en ella la expresión del culto a la fuerza y al destino propia del "espíritu germánico".
Tras la publicación en 1878 del libro de Caro Le Pessimisme au XIXe siècle : Léopardi - Schopenhauer - Hartmann, las críticas francesas a las doctrinas de Schopenhauer y Hartmann fluyeron de todas partes, tanto del espiritualismo francés como del neokantismo y el positivismo. Además del determinismo y el panteísmo, es el pesimismo el que constituye el nervio de la crítica. Caracteriza en efecto para los filósofos franceses de finales del siglo XIX un estilo de pensamiento que se opone radicalmente al racionalismo cartesiano y al optimismo de la Ilustración del que se hicieron guardianes en su proyecto común para poner fin a la Revolución Francesa. Ya que pone en tela de juicio la esperanza de una sociedad democrática y racional, así como el postulado de un Dios personal que gratifica la acción moral, el pesimismo alemán se les presenta como un peligro intelectual, o como un síntoma de la crisis moral o la decadencia espiritual de Occidente. Juzgado como un episodio negativo en la vida de las ideas, se lo vincula a menudo con el nihilismo, del que sería el presagio, o del que constituiría la forma alemana. También fue visto como un avatar o degeneración de la filosofía romántica.

### Pesimismo victoriano
El pesimismo de muchos de los pensadores de la época victoriana se ha atribuido a una reacción contra las opiniones "benignamente progresistas" del Siglo de las Luces, que a menudo expresaban los miembros del movimiento romántico. Los trabajos de Schopenhauer, particularmente su concepto de la primacía de la voluntad, también han sido citados como una gran influencia en el pesimismo victoriano, así como la publicación de Darwin de 1859 de El origen de las especies.
Varios escritores británicos de la época se han destacado por el pesimismo generalizado de sus obras, incluidos Matthew Arnold, Edward FitzGerald, James Thomson, Algernon Charles Swinburne, Ernest Dowson, AE Housman, Thomas Hardy, Christina Rossetti, y Amy Levy ; los temas pesimistas se ocupan particularmente del amor, el fatalismo y la duda religiosa. Los poemas del escritor canadiense Frederick George Scott también se han citado como un ejemplo de pesimismo victoriano, al igual que los poemas del poeta estadounidense Edwin Arlington Robinson.
Durante este período, las representaciones artísticas de la naturaleza se transformaron, de benévolas, edificantes y divinas, a activamente hostiles, competitivas o indiferentes. Alfred, Lord Tennyson ejemplificó este cambio con la línea " Naturaleza, roja en dientes y garras ", en su poema In Memoriam de 1850.

### Pensamiento antimoderno
A finales siglo XIX, el pesimismo filosófico se alimenta del escepticismo con respecto al progreso. En la década de 1880, la corriente antimoderna allanó el camino para el éxito del pesimismo en los círculos intelectuales y literarios franceses, donde ya se expresaba la nostalgia de una época pasada: la era preindustrial o prerrevolucionaria. El crítico literario Ferdinand Brunetière, que hizo suya la filosofía de Arthur Schopenhauer, ve así en el pesimismo una doctrina auténticamente moral que insta a la devoción, a la piedad y a la caridad, y que permite superar en la acción individual la desesperación social que dio origen a eso. Para este adversario de la modernidad, "fueron los pesimistas quienes inventaron el ideal ; los optimistas siempre han estado contentos con la realidad".
Brunetière opone el pesimismo filosófico al hegelianismo predominante y a la tesis del papel dominante de la inteligencia en el hombre. Mientras que el optimismo, como creencia en "ley del progreso" y al «bondad de la vida", es una facilidad que conduce al fatalismo, la inercia y el inmoralismo, el pesimismo, basado en una comprensión lúcida de la realidad, donde la primacía de "querer vivir", implica una moral exigente que finalmente considera seriamente la negación de nuestra naturaleza apetitiva. La moral pesimista, lejos de propagar la inercia, como piensan sus detractores, es todo lo contrario, según Brunetière "el principio mismo y la fuente de la verdadera actividad", porque tiene como objetivo liberarnos de las garras de la naturaleza. Es sólo creyendo, como Schopenhauer, en que "la naturaleza lastima las cosas ", en que "la vida es mala", y al rechazar con él cualquier idea de la ley del progreso, en que podemos actuar verdaderamente y así mejorar nuestra condición común de "criatura miserable".

#### Hippolyte Taine

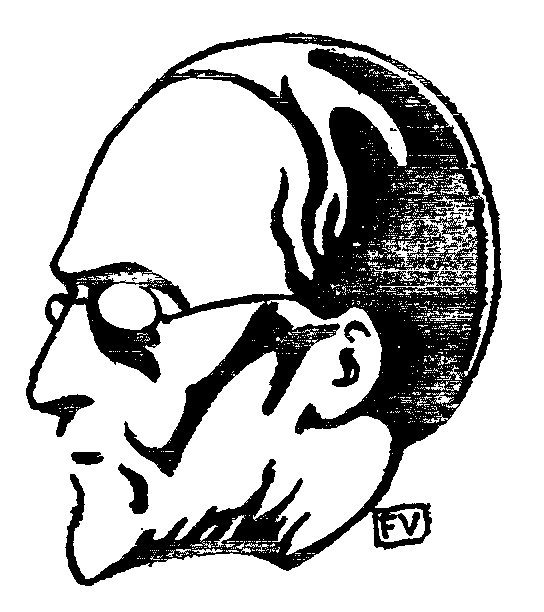
Retrato estilizado de Hippolyte Taine (1897). Para este historiador filosófico "la gran desgracia del hombre, y su verdadero pecado original, es nacer".

Con el filósofo e historiador Hippolyte Taine, el pesimismo filosófico se combina con el optimismo científico. Para este despreciador de la Revolución francesa, cuanto más piensa y sabe el hombre sobre el mundo, más sufre. Los beneficios traídos por la civilización moderna, y por la ciencia en particular, no son suficientes para compensar el sufrimiento resultante del aumento en el nivel de sensibilidad general. Taine considera la vida como un presente fatal. La civilización y la felicidad le parecen dos fenómenos antagónicos. Siendo la vida fundamentalmente mala, no puede ser mejorada por su desarrollo. En vano busca el hombre curar sus dolencias, siendo muchas veces el remedio peor que la dolencia. El pesimismo de Taine va aún más lejos que el de Schopenhauer, ya que defiende la inutilidad de la renuncia y la inevitabilidad de la desgracia. Taine afirma en este sentido que "la gran desgracia del hombre, y su verdadero pecado original, es nacer".

### SigloXX

#### Albert Camus
En un artículo de 1945, Albert Camus escribió "la idea de que una filosofía pesimista es necesariamente una filosofía de desaliento es una idea pueril". Camus ayudó a popularizar la idea de lo absurdo, un término clave en su famoso ensayo El mito de Sísifo. Al igual que los pesimistas filosóficos anteriores, Camus vio la conciencia y la razón humanas como aquello que "me opone a toda la creación". Para Camus, este choque entre una mente razonadora que ansía significado y un mundo "silencioso" es lo que produce el problema filosófico más importante: el suicidio. Camus creía que las personas a menudo escapan frente al absurdo a través de "eludir" (l'esquive), un "truco" para "aquellos que viven no para la vida misma sino para una gran idea que la trascenderá, la refinará, le dará un sentido y traicionarlo". Consideró el suicidio y la religión como formas inauténticas de eludir o escapar del problema de la existencia. Para Camus, la única opción era aceptar rebeldemente y vivir con el absurdo, porque "no hay destino que no pueda ser superado por el desprecio". Ilustró su respuesta a la condición del absurdo utilizando el personaje mítico griego de Sísifo, quien fue condenado por los dioses a empujar una roca colina arriba por la eternidad, solo para que rodara hacia abajo nuevamente cuando llegara a la cima. Camus imaginó a Sísifo mientras empujaba la roca, dándose cuenta de la inutilidad de su tarea, pero haciéndola de todos modos por rebeldía: "Hay que imaginarse a Sísifo feliz".

#### Peter Wessel Zapffe

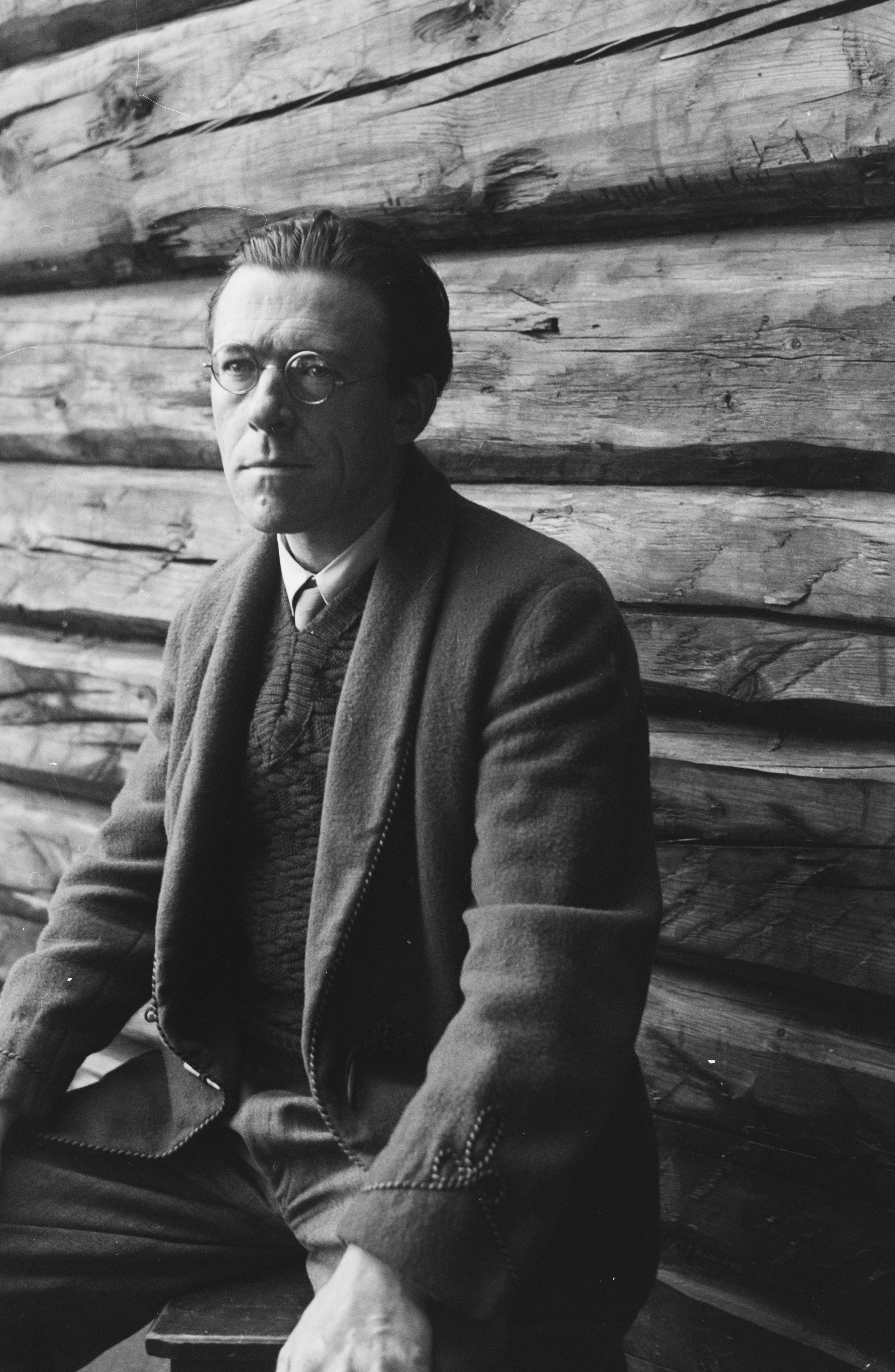
Zapffe consideraba a los humanos como una especie de paradoja biológica.

Peter Wessel Zapffe argumentó que la evolución otorgó a los humanos un excedente de conciencia que les permitió contemplar su lugar en el cosmos y anhelar la justicia y el sentido junto con la libertad del sufrimiento y la muerte, al mismo tiempo que eran conscientes de que la naturaleza o la realidad en sí misma no puede satisfacer esos profundos anhelos y exigencias espirituales. Para Zapffe, esto fue un subproducto trágico de la evolución: la plena aprensión de los humanos de su desafortunada y vulnerable situación en el universo, según él, los haría caer en un estado de "pánico cósmico" o terror existencial. El conocimiento de los seres humanos sobre su predicamento se reprime así mediante el uso de cuatro mecanismos, conscientes o no, que él denomina aislamiento, anclaje, distracción y sublimación.
En su ensayo "El último Mesías ", describe estos cuatro mecanismos de defensa de la siguiente manera:
- El aislamiento es "un despido totalmente arbitrario de la conciencia de todo pensamiento y sentimiento perturbador y destructivo".
- El anclaje es la "fijación de puntos dentro, o la construcción de muros alrededor, de la lucha líquida de la conciencia". El mecanismo de anclaje proporciona a las personas un valor o un ideal en el que centrar constantemente su atención. Zapffe también aplicó el principio de anclaje a la sociedad y afirmó que "Dios, la Iglesia, el Estado, la moralidad, el destino, las leyes de la vida, las personas, el futuro" son todos ejemplos de firmamentos de anclaje primarios colectivos.
- La distracción es cuando "uno limita la atención a los límites críticos cautivándola constantemente con impresiones". La distracción enfoca toda la energía de uno en una tarea o idea para evitar que la mente se vuelva sobre sí misma.
- La sublimación es la reorientación de la energía lejos de las salidas negativas hacia las positivas. Los individuos se distancian y miran su existencia desde un punto de vista estético (por ejemplo, escritores, poetas, pintores). El propio Zapffe señaló que sus obras producidas eran producto de la sublimación.

La Teoría del Manejo del Terror (TMT), una teoría de la psicología social y evolutiva, está de acuerdo con la visión de Zapffe de que las habilidades cognitivas superiores de los seres humanos implican una forma de ansiedad existencial que necesita ser reprimida o tratada de alguna manera. Según TMT, tal angustia existencial nace de la yuxtaposición de la conciencia de los seres humanos de sí mismos como simples animales transitorios que buscan a tientas sobrevivir en un universo sin sentido, destinados únicamente a morir y decaer. Para TMT, la represión de tal conciencia se realiza a través de concepciones simbólicas de la realidad que dan sentido, orden y permanencia a la existencia; proporcionar un conjunto de estándares para lo que es valioso; y prometer alguna forma de inmortalidad literal o simbólica a aquellos que creen en la cosmovisión cultural y viven de acuerdo con sus estándares de valor.

#### Emil Cioran

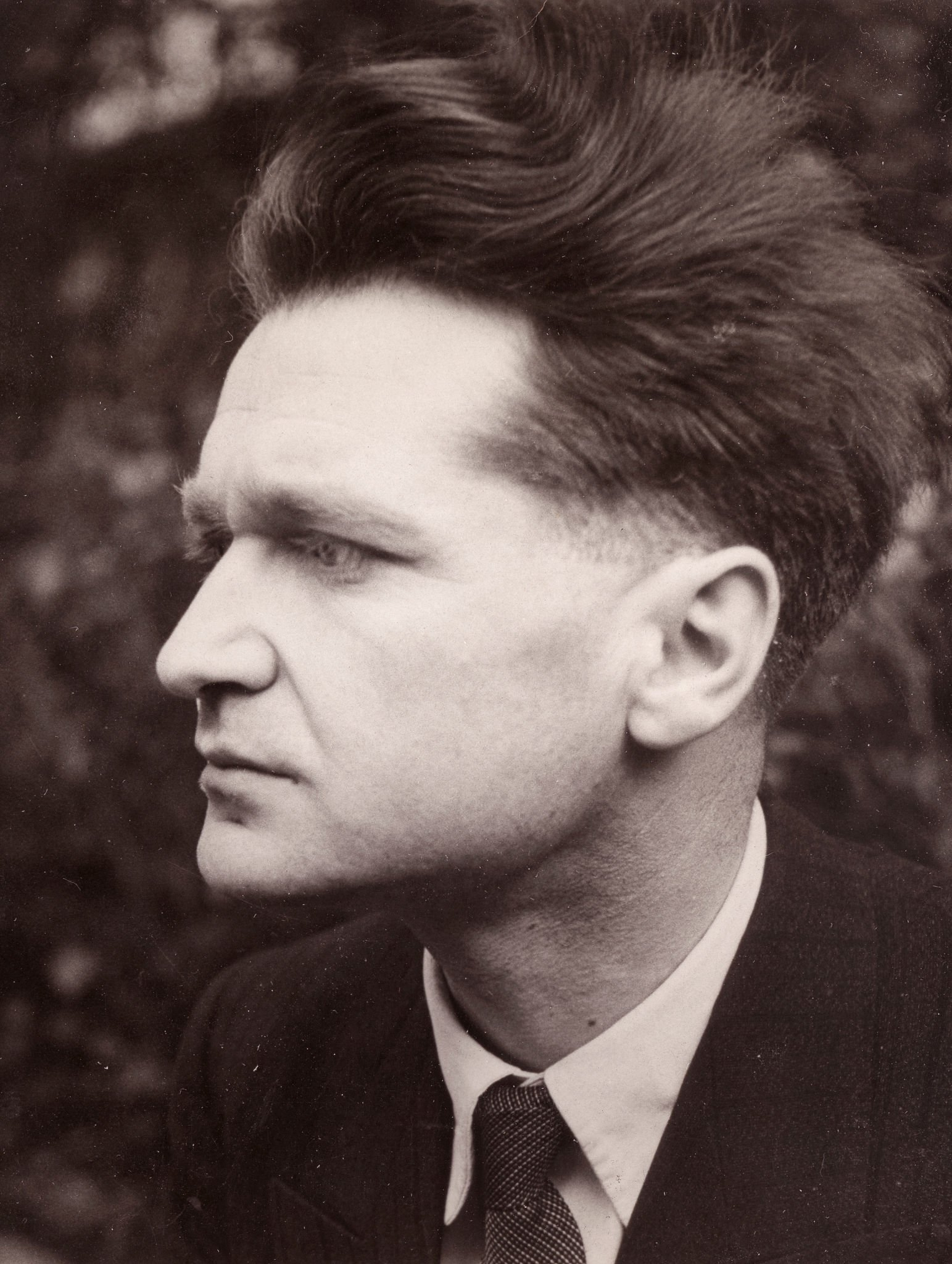
Cioran describió la existencia como un exilio al que fuimos condenados al nacer, siendo la nada nuestro verdadero hogar.

Las obras de Emil Cioran están impregnadas de pesimismo filosófico, y tratan temas como el fracaso, el sufrimiento, la decadencia, el existencialismo y el nihilismo. Careciendo de interés en los sistemas filosóficos tradicionales y la jerga correspondiente, rechaza la especulación abstracta en favor de la reflexión personal y el lirismo apasionado. Su primer libro, En las cumbres de la desesperación , creado como producto de su insomnio crónico, trata sobre "la desesperación y la decadencia, el absurdo y la alienación, la futilidad y la irracionalidad de la existencia". Cioran considera un fracaso la condición humana, el universo y la vida misma: "la vida es un fracaso del gusto que ni la muerte ni la poesía logran corregir". William H. Gass describió La tentación de existir de Cioran como "un romance filosófico sobre los temas modernos de alienación, absurdo, aburrimiento, futilidad, decadencia, la tiranía de la historia, las vulgaridades del cambio, la conciencia como agonía, la razón como enfermedad".
La visión de Cioran de la futilidad de la vida y la totalidad de su fracaso quizás existió desde una edad temprana. En 1935, su madre le dijo que si hubiera sabido que sería tan miserable, lo habría abortado. Esto llevó a Cioran a reflexionar más tarde: "Soy simplemente un accidente. ¿Por qué tomarlo todo tan en serio?"
Cioran escribió varias obras enteramente en aforismos. Refiriéndose a su elección de hacerlo, declaró: 
"Solo escribo este tipo de cosas, porque explicar me aburre terriblemente. Por eso digo que cuando he escrito aforismos es que me he vuelto a hundir en el cansancio, para qué molestarse. Y así, el aforismo es despreciado por la gente "seria", los profesores lo menosprecian. Cuando leen un libro de aforismos, dicen: "Ay, mira lo que dijo este tipo diez páginas atrás, ahora dice lo contrario. No es en serio". Yo, puedo poner dos aforismos que son contradictorios uno al lado del otro. Los aforismos son también verdades momentáneas. No son decretos. Y podría decirles en casi todos los casos por qué escribí esta o aquella frase, y cuándo. Siempre se pone en marcha por un encuentro, un incidente, un ataque de temperamento, pero todos tienen una causa. No es para nada gratuito."
En Del inconveniente de haber nacido, Cioran, a través de aforismos, examinó el problema de ser traído a la existencia en un mundo que es difícil de aceptar o rechazar por completo. Cioran resume la futilidad de la vida y propugna el antinatalismo diciendo: "Hemos perdido, al nacer, tanto como perderemos al morir. Todo."
Cioran rechazó el suicidio, ya que consideraba que éste y la muerte carecían del mismo sentido que la vida en un mundo sin sentido. En Del inconveniente de haber nacido, contrasta el suicidio con su antinatalismo: "No vale la pena molestarse en suicidarse, ya que uno siempre se suicida demasiado tarde ". Sin embargo, argumentó que contemplar el suicidio podría llevar a los humanos a vivir una vida mejor.

### SigloXXI

#### Julio Cabrera
Según la ontología de Julio Cabrera, la vida humana tiene un valor estructuralmente negativo. Según esta visión, la vida humana no provoca malestar en el ser humano por los hechos particulares que suceden en la vida de cada individuo, sino por el propio ser o naturaleza de la existencia humana como tal. Las siguientes características constituyen lo que Cabrera llama la "terminalidad del ser", es decir, su valor estructuralmente negativo:: 23–24 
1. El ser adquirido por un ser humano al nacer es decreciente (o "decadente"), en el sentido de un ser que comienza a terminar desde su mismo surgimiento, siguiendo una única e irreversible dirección de deterioro y decadencia, cuya consumación completa puede ocurrir en cualquier momento entre algunos minutos y alrededor de cien años.
2. Desde el momento en que nacen, los seres humanos se ven afectados por tres tipos de fricciones: el dolor físico (en forma de enfermedades, accidentes y catástrofes naturales a los que siempre están expuestos); desánimo (en forma de "falta de voluntad", o de "animo" o de "espíritu", para seguir actuando, desde leves taedium vitae hasta formas graves de depresión), y finalmente, exposición a las agresiones de otros humanos (desde el chismorreo y la calumnia hasta las diversas formas de discriminación, persecución e injusticia), agresiones que también nosotros podemos infligir a los demás, también sometidos, como nosotros, a los tres tipos de fricciones.
3. Para defenderse de (1) y (2), los seres humanos están dotados de mecanismos de creación de valores positivos (éticos, estéticos, religiosos, lúdicos, recreativos, así como valores contenidos en las realizaciones humanas de todo tipo), que los humanos deben mantener constantemente activos. Todos los valores positivos que aparecen dentro de la vida humana son reactivos y paliativos; no surgen de la estructura de la vida misma, sino que son introducidos por la lucha permanente y ansiosa contra la vida decadente y sus tres tipos de fricciones, lucha que, sin embargo, está condenada a ser perdida, en cualquier momento, por cualquiera de las fricciones mencionadas. o por la progresiva decadencia del propio ser.

Para Cabrera, esta situación se ve agravada por un fenómeno que él llama "impedimento moral", es decir, la imposibilidad estructural de actuar en el mundo sin dañar o manipular a alguien en un momento dado. Según él, el impedimento moral no se da necesariamente por una falta moral en nosotros, sino por la situación estructural en la que hemos sido colocados. Los valores positivos que se crean en la vida humana nacen en un entorno angosto y angustioso donde el ser humano se ve acorralado por la presencia de su cuerpo en descomposición, así como por el dolor y el desánimo, en una complicada y holística trama de acciones en la que nos vemos obligados a comprender rápidamente situaciones sociales diversificadas y tomar decisiones pertinentes, de tal manera que es difícil que nuestra imperiosa necesidad de construir nuestros propios valores positivos no termine perjudicando los proyectos de otros humanos que también están tratando ansiosamente de hacer lo mismo, es decir, construir sus propios valores positivos.

#### David Benatar
David Benatar defiende el antinatalismo y el pesimismo filosófico en sus obras, argumentando que la procreación es moralmente indefendible en su libro Better Never to Have Been y en The Human Predicament afirmando que una visión pesimista de la existencia es más realista y adecuada que una optimista; también se preocupa por distinguir el pesimismo del nihilismo, argumentando que los dos conceptos no son sinónimos.
Para apoyar su forma de pesimismo, Benatar menciona una serie de diferencias empíricas entre los placeres y los dolores de la vida, como que los placeres más intensos son de corta duración (por ejemplo, los orgasmos), mientras que los dolores más severos pueden ser mucho más duraderos. Los peores dolores que se pueden experimentar son peores en calidad que los mejores placeres son buenos, ofreciendo como ejemplo el experimento mental de si se aceptaría "una hora de los más deliciosos placeres a cambio de una hora de las peores torturas", además de citar a Schopenhauer, quien planteó un argumento similar, al pedir a sus lectores que “comparen los sentimientos de un animal que está devorando a otro, con los de ese otro”. La cantidad de tiempo que puede tomar para que se cumplan los deseos de uno (con algunos de nuestros deseos nunca satisfechos); la rapidez con la que el cuerpo de uno puede lesionarse, dañarse o enfermarse, y la relativa lentitud de la recuperación (a veces nunca se alcanza la recuperación total); : 77–78 la existencia de dolor crónico, pero la inexistencia comparativa de placer crónico; el gradual e inevitable declive físico y mental al que está sujeta toda vida a través del proceso de envejecimiento ; : 78–79 la forma natural en que nos llegan las cosas malas de la vida sin esfuerzo, y los esfuerzos que uno necesita hacer para protegerse de ellas y obtener las cosas buenas; la falta de un sentido cósmico o trascendente a la vida humana en su conjunto (tomando prestado un término de Spinoza, según Benatar nuestras vidas carecen de sentido desde la perspectiva del universo, es decir, sub specie aeternitatis); : 35–36 y, finalmente, concluye que, incluso si se argumenta que las cosas malas de la vida son en cierto sentido necesarias para que los seres humanos aprecien las cosas buenas de la vida, o al menos para apreciarlas plenamente, afirma que no está claro que esta apreciación exige cuanto mal hay, y que nuestras vidas son peores de lo que serían si las cosas malas no fueran en tal sentido necesarias.
"La vida humana sería mucho mejor si el dolor fuera fugaz y el placer prolongado; si los placeres fueran mucho mejores que los dolores malos; si fuera realmente difícil lesionarse o enfermarse; si la recuperación fuera rápida cuando nos sobrevino una lesión o una enfermedad; y si nuestros deseos se cumplieran instantáneamente y no dieran paso a nuevos deseos. La vida humana también sería inmensamente mejor si viviéramos durante muchos miles de años con buena salud y si fuéramos mucho más sabios, inteligentes y moralmente mejores de lo que somos." : 82–83 
La estrategia sugerida por Benatar para lidiar con los hechos mencionados anteriormente es a través de lo que él llama "pesimismo pragmático", que implica participar en actividades que crean significado terrestre (para uno mismo, otros humanos y otros animales). Afirma que tal pesimismo pragmático permite distracciones de la realidad, pero no negaciones de ella; en contraste con el "optimismo pragmático". In extremis, admite que el suicidio puede ser la opción preferible, pero hasta que se alcance ese umbral, aboga por una respuesta dentro del dominio del pesimismo pragmático.

### Los animales no humanos
Aparte de la situación humana, muchos filósofos pesimistas también enfatizan la calidad negativa de la vida de los animales no humanos, criticando la noción de la naturaleza como un creador "sabio y benévolo". : 42–44  En su libro ganador delpremio Pulitzer de 1973 La negación de la muerte, Ernest Becker lo describe así:
¿Qué vamos a hacer con una creación en la que la actividad rutinaria de los organismos es desgarrar a otros con dientes de todo tipo: morder, triturar carne, tallos de plantas, huesos entre muelas, empujar la pulpa ávidamente por la garganta con deleite, incorporando su esencia en la propia organización de uno, y luego excretando con pestilente hedor y gases el residuo. Todos extendiéndose para incorporar a otros que son comestibles para él. Los mosquitos que se hinchan de sangre, los gusanos, las abejas asesinas que atacan con furia demoníaca, los tiburones que continúan desgarrando y tragando mientras sus propias entrañas son arrancadas, sin mencionar el desmembramiento y la matanza diaria en accidentes "naturales". de todo tipo: un terremoto sepulta vivos 70 mil cuerpos en Perú, los automóviles hacen una pirámide de más de 50 mil al año sólo en Estados Unidos, un maremoto arrasa con más de un cuarto de millón en el Océano Índico. La creación es una pesadilla espectacular que tiene lugar en un planeta que ha estado empapado durante cientos de millones de años en la sangre de todas sus criaturas. La conclusión más sobria a la que podemos llegar sobre lo que realmente ha estado ocurriendo en el planeta durante unos tres mil millones de años es que se está convirtiendo en un gran pozo de fertilizante. Pero el sol distrae nuestra atención, secando siempre la sangre, haciendo que las cosas crezcan sobre ella, y con su calor dando la esperanza que viene con el bienestar y la expansión del organismo.
Se puede decir que la teoría de la evolución por selección natural justifica una forma de pesimismo filosófico basado en una evaluación negativa de la vida de los animales en la naturaleza. En 1887, Charles Darwin expresó un sentimiento de rebelión ante la noción de que la benevolencia de Dios es limitada, afirmando: "¿Qué ventaja puede haber en los sufrimientos de millones de animales inferiores durante un tiempo casi infinito?" El activista animal y filósofo moral Oscar Horta argumenta que debido a los procesos evolutivos, el sufrimiento no solo es inevitable en la naturaleza, sino que en realidad prevalece sobre la felicidad. Para el biólogo evolutivo Richard Dawkins, la naturaleza no es en modo alguno benévola. Argumenta que lo que está en juego en los procesos biológicos no es más que la supervivencia de las secuencias de ADN de los genes. : 131 Dawkins también afirma que mientras el ADN se transmita, no importa cuánto sufrimiento conlleve tal transmisión y que a los genes no les importa la cantidad de sufrimiento que causan porque nada los afecta emocionalmente. En otras palabras, la naturaleza es indiferente a la infelicidad, a menos que tenga un impacto en la supervivencia del ADN. : 131 Aunque Dawkins no establece explícitamente la prevalencia del sufrimiento sobre el bienestar, considera que la infelicidad es el "estado natural" de los animales salvajes:
La cantidad total de sufrimiento por año en el mundo natural está más allá de toda contemplación decente. Durante el minuto que me toma componer esta oración, miles de animales están siendo devorados vivos; otros corren por sus vidas, gimiendo de miedo; otros están siendo devorados lentamente desde adentro por parásitos ásperos; miles de todo tipo están muriendo de hambre, sed y enfermedades. Tiene que ser así. Si alguna vez hay un tiempo de abundancia, este mismo hecho conducirá automáticamente a un aumento de la población hasta que se restablezca el estado natural de hambre y miseria. ... En un universo de fuerzas físicas ciegas y replicación genética, algunas personas saldrán lastimadas, otras tendrán suerte, y no encontrarás ni rima ni razón en ello, ni justicia. El universo que observamos tiene precisamente las propiedades que deberíamos esperar si no hay, en el fondo, ningún diseño, ningún propósito, ni mal ni bien, nada más que indiferencia ciega y despiadada.: 131–132 